# Black Science
Black Science è una serie a fumetti statunitense di genere fantascientifico, scritta da Rick Remender e illustrata da Matteo Scalera, pubblicata da Image Comics tra il 2013 e il 2019. La storia racconta le vicende del ricercatore Grant McKay, capo della Lega degli Scienziati Anarchici, il quale ha decifrato la Scienza Nera. Tali scoperte lo hanno portato a creare il Pilastro, un dispositivo in grado di passare il velo della nostra realtà ed entrare in altri mondi e dimensioni alternative. Il team con il quale affronta la prima missione include la sua stessa famiglia in quanto è ottimista e fiducioso di incontrare meraviglie e conoscenza. La sua sventurata squadra si trova però di fronte a un caotico e indecifrabile multiverso nel quale si ritrovano dispersi e senza meta. Sarà possibile ritrovare la via di casa attraverso infiniti mondi e realtà, spesso incomprensibili e ostili?

## Trama
La saga della serie Black Science è raccolta in 9 archi narrativi:

### Caduta Eterna
(Grant McKay)
Il brillante scienziato Grant McKay dedica la sua ricerca per decifrare la Scienza Nera, ramo proibito delle scienze che potrebbe permettere di creare un sistema per viaggiare nelle infinite realtà dell'Ogniverso. Secondo questa teoria esistono tanti mondi alternativi quanti se ne possono immaginare e sono quindi infiniti. Lo scopo di Grant è poter entrare in queste realtà alternative al fine di trovare cure efficaci per il cancro, minerali rari, nuove forme di energia e tecnologie inimmaginabili. La Scienza Nera permetterebbe all'umanità di compiere un salto evolutivo di migliaia di anni. L'infinito multiverso che si può esplorare è paragonato a una cipolla: ogni strato rappresenta una diversa dimensione, originatasi dalla infinita varietà di scelte compiute da ogni essere vivente, ogni volta che si decide di seguire una strada si crea una realtà in cui si percorre quella opposta. Tale struttura cosmologica si espande all'infinito ma ha però un centro, una realtà "originaria", il luogo dove si è compiuta la prima scelta e quindi generato la prima separazione della realtà, creando il primo strato. Ciò che sta al centro è forse l'universo primordiale, qualcosa che inconsciamente si sa che esiste sin dall'alba dei tempi (almeno questa è la teoria prevalente). All'esito di una lunga ricerca, Grant riesce a decifrare la cosiddetta "Scienza Nera" e a creare il Pilastro, un apparecchio in grado di superare le barriere dimensionali permettendo di viaggiare nelle varie realtà parallele. Il viaggio di collaudo è previsto che duri un'ora in quanto vi è un timer che automaticamente riporta il Pilastro al punto di partenza attraverso un radiofaro dimensionale. Il Pilastro viene però sabotato non potendo più essere controllato dai viaggiatori che, pertanto, saranno costretti a saltare di realtà in realtà senza possibilità di tornare a casa. Il team che si trova disperso e i cui membri sono definiti Dimensionauti è composto da Grant, la sua collaboratrice Rebecca, il responsabile della sicurezza Ward (fedele a Grant), Nathan e Pia (figli di Grant), il giovane apprendista scienziato Shawn, Kadir in rappresentanza degli investitori, Chandra come seconda guardia di sicurezza (fedele a Kadir) e Jen, aiutante di laboratorio di Grant.
La prima realtà visitata è alquanto inquietante in quanto abitata da rane antropomorfe in guerra tra di loro e molto ostili nei confronti del gruppo di Dimensionauti. Le loro vite sono messe in pericolo e la prima vittima del team è Jen, che viene uccisa da un nativo sotto gli occhi di Grant che, improvvisamente, si rende conto che il suo sogno di viaggiare e conoscere nuove culture si sta trasformando in un incubo. La missione termina dopo un'ora ma, essendo stato manomesso il Pilastro, il gruppo si trova catapultato in un'altra realtà. Su questa Terra l'Europa cerca disperatamente di difendersi da tribù native-americane che dispongono di una tecnologia avanzatissima e si apprestano a conquistare il continente. Ward deve sacrificare la sua vita per dare tempo ai compagni di mettersi in salvo, anche Grant è gravemente ferito e per questo riescono a portare con loro un tecno-sciamano che dispone di apparecchiature e capacità incomprensibili. Senza radiofaro e con il Pilastro sabotato, i Dimensionauti si ritrovano dispersi negli strati di un Ogniverso sempre più caotico e indecifrabile. Costretti a compiere un altro salto raggiungono fortunatamente una realtà dove vivono esseri pacifici che sembrano ibridi tra umani e altre specie animali. Qui lo sciamano rapito al suo popolo decide di curare Grant perché commosso dalla disperazione dei suoi figli. Il team non può però restare in questa realtà in quanto non dispone della tecnologia necessaria a riparare il Pilastro. Prima di compiere un altro salto i figli di Grant vengono rapiti da una versione più anziana dei loro genitori i quali gli rivelano che sono li per salvarli dal momento che il loro vero padre li porterà alla morte. Affermano che la sua avventatezza e superbia sta iniziando un processo che distruggerà l'Ogniverso. Ogni realtà in cui passano genera una perforazione nel tessuto della realtà e questa genera un'instabilità irreparabile negli strati della cipolla che forma la struttura degli infiniti universi. I McKay alternativi non riescono nel loro intento in quanto vi è la ribellione dei figli e arriva in loro soccorso il vero padre. Per ora decidono di abortire la missione e svaniscono grazie a una tecnologia sconosciuta. I Dimensionauti passano quindi a un'altra realtà, questa volta dominata da aggressive scimmie antropomorfe che vivono in simbiosi con degli spiriti simili a gas rilasciati da piante. Grant si ritrova in lotta con Kadir in quanto gli è stato rivelato dalla sua controparte più anziana che in ogni realtà è proprio Kadir il sabotatore. Durante lo scontro devono anche difendersi dagli abitanti indigeni e Grant ha la peggio rimanendo schiacciato sotto un enorme macchinario che si rivela essere un prototipo del Pilastro. Non vi è però tempo per rimanere o trattare con i ricercatori di quel mondo, il team deve fuggire da quella realtà abbandonando il suo leader che sembra soccombere sotto la sua stessa creazione. Riesce a strappare a Kadir la promessa che farà di tutto per riportare i figli a casa dalla moglie Sara. All'insaputa del resto del gruppo Chandra viene posseduta da una delle entità gassose che vivono in simbiosi con le specie dominante di questo mondo.

### Benvenuto, Nessundove
(Grant McKay)

Copertina della raccolta "Black Science Volume 2: Benvenuto, Nessundove", disegno di Matteo Scalera. Edizione italiana © 2016 BAO Publishing.

Privato del loro leader Grant McKay, il team di dimensionauti (insieme allo sciamano indiano) si ritrovano in una realtà dove vengono individuati da un culto tecno-religioso formato da creature telepati che ricordano i millepiedi e sono a conoscenza dell'esistenza del Pilastro. Avendo rapito i figli di McKay, le cui venuta sembrava già profetizzata, ne individuano la posizione e vogliono impossessarsene. Nathan e Pia riescono però a fuggire dalla roccaforte della setta cavalcando una strana creatura che ricorda un ippopotamo con le ali. Raggiungono quindi i loro compagni e li avvertono della minaccia incombente. Il leader del culto che vuole il Pilastro si chiama Blokk e si definisce Eucalipto del Mondo, portavoce di una divinità definita Anti-Dio. Insieme ai suoi seguaci arrivano presso la zona in cui si nascondono nel sottosuolo i Dimensionauti in attesa che il Pilastro si attivi e li porti via. Per rallentare l'avanzata di Blokk, Kadir e lo Sciamano decidono di uscire allo scoperto e affrontarli. Mentre li rallentano, il resto del gruppo vede apparire dal nulla le versioni più anziane di Grant e Sara McKay le quali sostengono che son li per salvare Pia e Nathan. Pare che in tutte le realtà possibili i due ragazzi siano morti a causa del sabotaggio del Pilastro. Dal momento che sono minacciati con una pistola, si crea una colluttazione in cui Rebecca colpisce Grant e questi cadendo su una roccia muore. A complicare la situazione ritorna il Grant McKay che sembrava aver perso la vita sulla terra dove vivevano le scimmie che erano possedute dal gas senziente. Lo hanno tenuto in vita per portare a termine il loro pilastro, ma lui ne ha rallentato lo sviluppo finché non ne ha creato uno portatile come quello del Grant più anziano. Dopo aver visitato centinaia di realtà ha finalmente capito come ricongiungersi con i suoi figli. Adesso sia Grant sia la sua versione alternativa comparse in questa realtà, per viaggiare utilizzano un Pilastro in versione miniaturizzata e impugnabile con una mano, pare sia un'evoluzione di quello originale. Il team, insieme al Grant ancora vivo riesce a compiere il salto, ma uno dei due mini-pilastri viene preso da Blokk e dalla sua setta. Lo stato di caos si sta propagando a ogni passaggio da una realtà a quella successiva.
Epilogo: Chandra, posseduta da una delle entità conosciute come "Zeriti", s'impossessa del mini-pilastro del Grant Mackay alternativo, ucciso da Rebecca. Adesso si può furtivamente separare dal gruppo e portare avanti il piano di infestazione zirite nell'Ogniverso. Uno degli obiettivi sarà la Terra natia di Chandra.

### Orizzonte di fuga

Copertina della raccolta "Black Science Volume 3: Orizzonte di fuga", disegno di Matteo Scalera. Edizione italiana © 2016 BAO Publishing

Saltando dalla realtà precedente il team si ritrova in un mondo molto avanzato tecnologicamente e in cui l'Impero romano non è mai caduto. Governato da un senato e a pattugliato da legioni di tecno-centurioni, quasi tutta la popolazione è stata sterminata da un virus chiamato la Piaga. I colpevoli di tale sciagura sono ritenuti tutte le varianti di Grant McKay e i suoi dimensionauti di ogni realtà possibile. Su questo mondo la piaga è stata portata da una versione "romana" del suo team che non avendo rispettato le regole anti contaminazioni ha di fatto condannato questa realtà. Tutti i sopravvissuti, sono in gran parte Legionari che indossano tute con elmetto isolante. Il gruppo di McKay è costretto a fuggire prima che siano individuati e condannati a morte per "purificazione". Con loro vi è anche la Sara alternativa scappata con loro dal precedente mondo. Sia lei sia la figlia Pia si ritrovano ad affrontare un centurione e Sara si sacrifica per salvare Pia la quale però rimane gravemente ustionata, ma sopravvive grazie alle cure del tecno-Sciamano. Shawn riesce a riparare il radiofaro del Pilastro usando la tecnologia trovata in questa realtà, ma prima di compiere il salto McKay sente di avere il dovere di aiutare questo mondo devastato da una versione alternativa di sé stesso. Utilizzando la tecnologia dello sciamano riesce a disperdere nell'atmosfera un antidoto alla Piaga. Lo sciamano però è contrario a compiere altri salti, sostiene che il Pilastro è un totem nefasto, non esiste la possibilità che non continui a danneggiare la struttura del multiverso. Mentre si accinge a distruggerlo viene ucciso da Rebecca che sostiene di agire nell'interesse di tutti soprattutto ora che si potrebbe tornare a casa. Shawn però si accorge che le coordinate da lei inserite non sono corrette e di conseguenza Kadir la minaccia di svelare le sue vere intenzioni. In quel momento arriva McKay, dopo aver salvato il pianeta, il quale si lancia contro Kadir e lo uccide pensando di agire per il bene di tutti. Poco dopo il Pilastro si attiva e il gruppo superstite dei Dimensionauti compie un nuovo salto.

### Mondo Nume
(Grant McKay)

Copertina della raccolta "Black Science Volume 4: Mondo Nume", disegno di Matteo Scalera. Edizione italiana © 2016 BAO Publishing.

Il team compie il salto quando il Pilastro è ancora parzialmente danneggiato in seguito al tentativo di distruggerlo da parte dello Sciamano. Ne segue che i Dimensionauti vengono dispersi ognuno in una differente dimensione dell'Ogniverso e quindi anche Grant viene separato dai suoi compagni. Si ritrova su un pianeta alquanto diverso da ogni altro dove impiega tre anni a cercare di ricostruire un Pilastro per ritrovare i suoi figli e il resto del gruppo. Nell'arco di questo periodo perde progressivamente molti dei suoi ricordi e riesce a portare avanti le sue ricerche solo grazie a delle registrazioni e agli appunti. Soffre, apparentemente, di allucinazioni nelle quali appare una cavalletta umanoide che si presenta come una sorta di spirito guida. Più volte gli dice di recarsi verso nord per arrivare nella zona dove dimora l'anima di quel mondo, l'entità che può dare delle risposte alle sue amnesie e alle paure/domande sepolte nella sua psiche. La situazione diventa più bizzarra quando a parlargli arriva il fratello Brian McKay, da quel momento si apre un flusso della coscienza dove Grant rivede episodi cardine della sua infanzia e adolescenza, spesso eventi traumatici che lo hanno plasmato nell'uomo che è ora. Le paure nell'affrontare la realtà e i sensi di colpa che minano la sua autostima si personificano nella forma di un mostro di nome Goongalonga, essere immaginario creato da sua madre per intimorirlo (da bambino) sostenendo che sarebbe arrivato a prenderlo. La donna incolpava il figlio di aver provocato il suicidio del padre per avergli rivelato le sue relazioni con altri uomini. Grant era disprezzato e umiliato dalla madre e questo ne ha distrutto l'autostima invogliandolo a fuggire in altre realtà, dalle fantasie dell'infanzia alle droghe usate in gioventù ai viaggi in altri mondi come ricercatore dimensionauta. Ciò non gli ha impedito di arrivare a tradire lui stesso la moglie Sara per paura di essere a suo volta tradito o abbandonato. Supportato dalla figura immaginaria (o reale?) di Brian raggiunge quella che è l'anima del mondo dove si trova da tre anni. Scopre di vivere in una realtà denominata Mondo Nume (o Godworld), un pianeta vivente (una sorta di Numen) la cui coscienza è entrata in simbiosi con quella Grant, o forse è la stessa sua coscienza ad aver scelto di creare quel posto in quanto necessario al suo processo di crescita. L'essenza di quel luogo è rappresentata da un viso parlante scolpito nella roccia al centro di un lago. Questa sorta di Oracolo rivela che la progressiva perdita dei ricordi, le allucinazioni e la rielaborazione di traumi passati sono stati un viaggio nella propria coscienza, servito a Grant per prendere consapevolezza, un passo che finora non gli era mai riuscito nonostante le infinite ricerche scientifiche e i viaggi in remoti angoli dell'Ogniverso. Il vero traguardo lo poteva raggiungere solo guardando dentro sé stesso. Una volta terminato il dialogo con il presunto Dio di questo mondo Grant si risveglia nella sua dimora attuale che è a sua volta un'astronave che replica le funzioni del Pilastro (costruita nell'arco di tre anni), dovrebbe funzionare, ma manca l'energia. La chiave per crearla gli viene suggerita dal Nume tutelare di questo mondo (o semplicemente dalla sua consapevolezza) il quale gli ha posto la domanda :«Se la coscienza è un terreno quale energia è creata unicamente dall'elemento della vita? Qual è il tuo dono alla totalità cosmica? Come gli alberi producono ossigeno per la vita...tu cosa puoi produrre?». Grant trova in sé stesso la risposta ovvero la sua Immaginazione. Una volta attivata, compie il salto nella realtà più vicina, da cui provengono i segnali di un radiofaro di una tuta dei Dimensionauti. Il Drive-Quantico viene però danneggiato all'arrivo, questo mezzo di trasporto non sarà riutilizzabile. Con sua sorpresa si ritrova sul secondo mondo visitato, quello da cui provenivano lo sciamano. Qui ha modo di appurare che il segnale proviene dalla tuta del defunto Ward. La scoperta più devastante è però quella di trovarsi di fronte un mondo ormai devastato e privo di vita a causa del Culto della Morte dei Draln (soprannominato anche "Culto dei Millepiedi"). Il loro scopo è liberare ogni dimensione possibile dalla sofferenza dell'esistenza e donare quindi una vera nascita con la morte. Quando Grant affronta di nuovo queste creature telepatiche realizza che possono viaggiare grazie al Pilastro portatile che lui ha perso sul loro pianeta, anche le loro devastazioni divengono una conseguenza della sua avventatezza. Fortunatamente Grant è in possesso del bracciale tecnologico dello Sciamano il quale rintraccia l'astronave-pilastro utilizzata dalla tribù nativa americana di questa dimensione per viaggiare nell'Ogniverso. Una volta a bordo usa le armi che ha a sua disposizione per colpire i "Millepiedi" di Draln che lo inseguono ed ha nuovamente a disposizione un mezzo che funge da Pilastro, quello tecnologicamente più avanzato mai usato, creato da un Grant (deceduto) a forma di insetto arrivato lì da un'altra dimensione.
Localizzato l'altro segnale più vicino compie il balzo nella nuova realtà nella speranza di ritrovare vivo uno dei suoi compagni. Si ritrovare su una terra molto simile a quella da cui proviene, sembra quasi di essere tornato a casa. Scopre però che questo è il luogo che Rebecca ha da sempre voluto raggiungere, un posto dove suo fratello non è mai morto in un incidente di cui lei si sente colpevole. Qui Rebecca sembra vivere una vita serena e negli ultimi 3 anni si è anche fatta una famiglia e vive in buoni rapporti col fratello. Per ottenere questo ha però ucciso la sua versione di questo mondo, rubandogli la vita. Oltre all'assassinio le sue azioni hanno messo in pericolo l'intero team dei Dimensionauti. Per raggiungere questa realtà aveva modificato le coordinate del Pilastro, ma Shawn se ne era accorto. Grant capisce di essere stato usato e che stava distruggendo la sua famiglia per un'assassina. A questo punto rivela alle autorità dove si trova il corpo della "vera" Rebecca, nascosto (inspiegabilmente) nella tuta da dimensionauta con cui è arrivata in questa realtà. In questo modo Grant l'ha potuto rintracciare, ma forse inconsciamente Rebecca voleva essere trovata per espiare le sue colpe. Grant la abbandona su questa Terra ad affrontare le conseguenze delle sue azioni.

### Sincera espiazione
(Grant McKay)

Copertina della raccolta "Black Science Volume 5: Sincera Espiazione", disegno di Matteo Scalera. Edizione italiana © 2017 BAO Publishing.

Nel periodo che Grant ha passato sul Mondo Nume, Pia ha vissuto su un pianeta di nome Tarana dove il suo improvviso arrivo è stato accolto come il compimento di un'antica profezia. Da oltre mille anni i tre clan che popolano questa realtà (il Clan dell'equilibrio, il Regno delle Montagne Rosse e i Signori del cielo) sono in conflitto tra di loro. Ognuna delle fazioni in guerra possiede uno dei tre manufatti magici a forma di piramide con al centro un occhio e denominati Sempremid. Unite insieme formano una struttura triangolare denominata Omnimid, simbolo d'ordine e potere. Il casus belli è nata dalla brama dei leader di possederli tutti. Al suo arrivo, Pia viene accolta come l'Eucalipto di questa Terra, adorata e rispettata come una Dea. Grazie a questa venerazione riesce, dopo estenuanti trattative a stipulare una pace che viene sancita nel momento in cui vi è la consegna all'Alto Sacerdote dei tre manufatti, sancita da un accordo tra i tre clan. Durante la cerimonia per la riunificazione dell'Omnimind, spunta come dal nulla Grant McKay con l'astronave-pilastro e (sfortunatamente) colpisce l'Omnimid frantumando le tre piramidi, Tarana rischia di tornare nel caos e Pia è furiosa nei confronti di un padre che non voleva più rivedere. Grant sembra non riuscire ad evitare di danneggiare l'ambiente o la struttura socio-politica di ogni mondo in cui si imbatte. Oltre a questo la riunione della sua famiglia è ormai una chimera visto che in questa realtà sua figlia ha trovato un suo ruolo (motivo per cui si è arruolata come Dimensionauta) ed è la sposa del Principe semi-divino Kor (del Clan dell'Equilibrio).

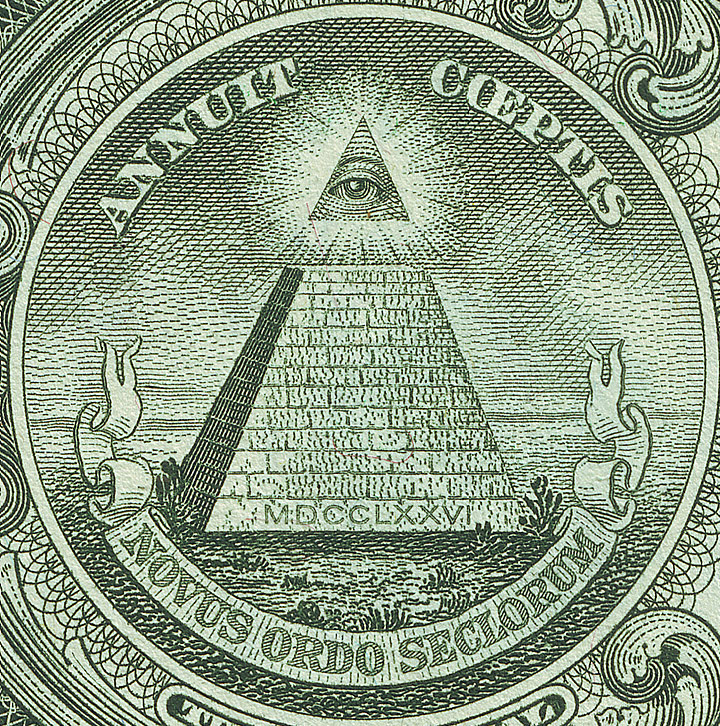
L'occhio nella Piramide che forma il Sempremid ricorda il simbolo araldico denominato Occhio della Provvidenza, utilizzato anche dalla Massoneria (dal 1797) e nella numismatica. Qui rappresentato sulla banconota statunitense da 1 dollaro.

Grazie all'intermediazione di Pia presso i leader dei 3 clan, Grant viene risparmiato, e si prefigge di compiere una "quest" (una sorta di missione impossibile tipica della letteratura fantasy) per ricomporre l'Ominimid. Se questo non avverrà, stando alle credenze (o superstizioni?) di questi popoli, i "frammenti della creazione" faranno collassare la loro realtà. Ma esiste un modo per rigenerare l'Omnimid ed è quello di tornare in possesso del Cuore di Bue di Romador, in possesso della invincibile strega Doxa che alberga nelle temute Foreste Sussurranti. Per secoli i guerrieri e maghi più capaci e valorosi l'hanno sfidata, ma nessuno è mai tornato. Grant, deciso a riparare gli errori fatti e per riappacificarsi con Pia decide di partire alla volta delle Foreste Sussurranti per recuperare il mistico Cuore di Bue. Contro ogni avvertimento del consorte Pia decide di unirsi al padre che mentre sta per raggiungere la fortezza della strega, si imbatte di notte in un capanno dove abita un'accogliente vecchietta che gli offre la cena e soggiorno per la notte, qui lo raggiunge Pia. L'anziana signora si dimostra saggia e altruista dispensando consigli sul rapporto genitori-figli, ma Grant capisce che è una trappola, su uno degli affollati scaffali intravede furtivamente un cuore di bue all'interno di una giara. Quello è l'antro di Doxa e lui e sua figlia sono in pericolo. La megera capisce di essere stata scoperta e rivela la sua vera natura mutando forma e invocando forze malefiche dagli inferi, creature tentacolari che imprigionano Pia. Per salvarla propone a Grant un patto, la deve lasciar entrare nella sua mente per poter carpire i segreti della Scienza Nera e assorbire inoltre il suo elevatissimo quoziente intellettivo, l'unica vera grande dote che lui possiede. Grant accetta in cambio della loro libertà e del Cuore di Bue, la pace sul pianeta è salva (apparentemente), Pia e suo padre fanno quindi un trionfale ritorno alla capitale del Clan dell'Equilibrio, ma Grant ha perso sia la sua intelligenza, sia le conoscenze della scienza proibita.
Pia rimane colpita profondamente dal gesto del padre e dal suo sacrificio e decide quindi di seguirlo lasciando quel mondo e il suo consorte Kor. D'altra parte sente di non appartenere realmente a quel luogo fantastico e avverte il bisogno di ritornare a casa. Grant grazie alla nave-pilastro la riporta alla loro Terra d'origine, da dove mancano da tre anni, spera così di dare conforto alla moglie Sara che probabilmente li crede morti. Una volta tornati però Grant scopre che la moglie si è sposata con Kadir, il quale non è morto pugnalato dallo stesso Grant sul sesto mondo visitato (quello dominato da un Senato Romano). Subito dopo l'accaduto, il Pilastro originale aveva disperso i Dimensionauti (in seguito alle manomissioni di Rebecca) e Kadir si era ritrovato ferito sulla Terra d'origine, qui è stato ricoverato immediatamente in ospedale e salvato miracolosamente. Durante la convalescenza Sara (il suo amore proibito) gli è stata vicino e i due hanno formato una coppia. Kadir è tornato a lavorare per Block e la versione ufficiale degli esperimenti condotti da Grant (e la sparizione della sua troupe) è che quest'ultimo ha perso il senno nel tentativo di decifrare la Scienza Nera. Di conseguenza si dichiara che ha ucciso i suoi collaboratori, Kadir si è salvato fortunosamente, e i figli Nate e Pia sono stati rapiti per tre anni. Pia è ufficialmente riuscita a fuggire mentre Nate è dato per disperso o deceduto. Di fronte a queste terribili accuse, Grant viene rinchiuso in un ospedale psichiatrico di massima sicurezza e Pia è costretta ad accettare la versione ufficiale in seguito alle minacce di ritorsioni (da parte di Block) nei suoi confronti e di quella della madre. Brian, il fratello di Grant, è l'unico che crede alla sua innocenza.
Epilogo: Ora le Block Industries sono in possesso della nave pilastro utilizzata da Grant per arrivare su questa Terra. Nell'arco di sei mesi compiono viaggi in oltre 40 dimensioni alternative e sfruttano le scoperte tecnologiche e biologiche come loro invenzioni e brevetti. Questa nuova frontiera del progresso viene denominata Block Science ed diviene il fondamento della corporation tecnologica di riferimento per un nuovo futuro dell'umanità e per un'egemonia tecno-finanziaria di Block sull'intero pianeta.

### Regni proibiti e verità nascoste
(Grant McKay)

Copertina della raccolta "Black Science Vol.6". Dall'alto sono rappresentati: Shawn sul suo veicolo, Krolar con il suo martello, il Ragazzo Atomico (Nate), e la Regina dell'Infinito (Pia). Disegno di Matteo Scalera. Edizione italiana © 2017 BAO Publishing.

Block utilizza la tecnologia del Pilastro e la Scienza Nera per formare la prima Corporation inter dimensionale. Si mette in contatto con le altre versioni di sé stesso in diversi universi paralleli e forma un'alleanza (o confraternita) che lo porti ad avere conoscenza e potere senza pari. Se uno dei suoi "fratelli alternativi" non si trova in accordo con i suoi piani di espansione, lo elimina senza scrupoli. Quello che Block non sembra valutare è la possibilità che, così come lui interferisce in altri mondi, minacce e entità sconosciute possano penetrare nella sua realtà. Non viene quindi sviluppato un reale progetto di difesa nei confronti del pericolo proveniente da altre realtà, d'altra parte l'unica cosa che domina il pianeta Terra (e quindi la Block Industries) è il profitto. La minaccia però si manifesta e viene portata sulla Terra da una Dimensionauta del team iniziale di McKay. Si tratta di Chandra che da quando è posseduta da un parassita zirite sta diffondendo la loro infestazione nell'Ogniverso, dove si calcola abbiano già parassitato 30 milioni di dimensioni. L'arrivo sulla Terra avviene (guida da Chandra) tramite quello che lei chiama un "cordone ombelicale cosmico", una sorta di nuova tecnologia derivata dalla Scienza Nera. L'apertura si trova sotto la città di Hong Kong, dove giunge con una moltitudine di "posseduti ziriti", con loro portano quelli che vengono chiamati "i semi", involucri luminescenti che sprigionano le entità eteree (simile a gas luminescente) che, una volta liberate, infesteranno i corpi degli esseri umani. Ha scelto questo luogo come "nido" in quanto è una delle aree urbane più popolose del pianeta. Da qui deve partire l'infestazione zirite della Terra. Pia però ha un localizzatore, datogli dal padre, la cui funzione è quella di individuare l'eventuale ritorno di uno dei Dimensionauti del team originale. Non appena si attiva, la figlia di Grant si precipita ad Hong Kong nella speranza di trovarvi il fratello Nate. Il segnale la porta in una zona sotterranea vicina ad una linea della metropolitana e qui scopre il nido che sta formando Chandra attraverso il "cordone ombelicale". Pia viene però scoperta e cerca di fuggire inseguita da persone già infestate, inaspettatamente in suo soccorso arrivano il fratello Nate, Shawn (dato per morto) e il gorilla umanoide Krolar, armato di un enorme martello. Krolar è rimasto a fianco di Nate da quando questi lo ha salvato dal culto dell'Anti-Dio sul quinto mondo visitato dai Dimensionauti. Shawn ha tra l'altro sviluppato un'arma per polverizzare un'entità zirite nella sua forma eterea, prima che entri in una persona, ma non sa ancora come separarle una volta che la possiede. Chandra decide di attuare subito il piano di infestazione è dischiude i

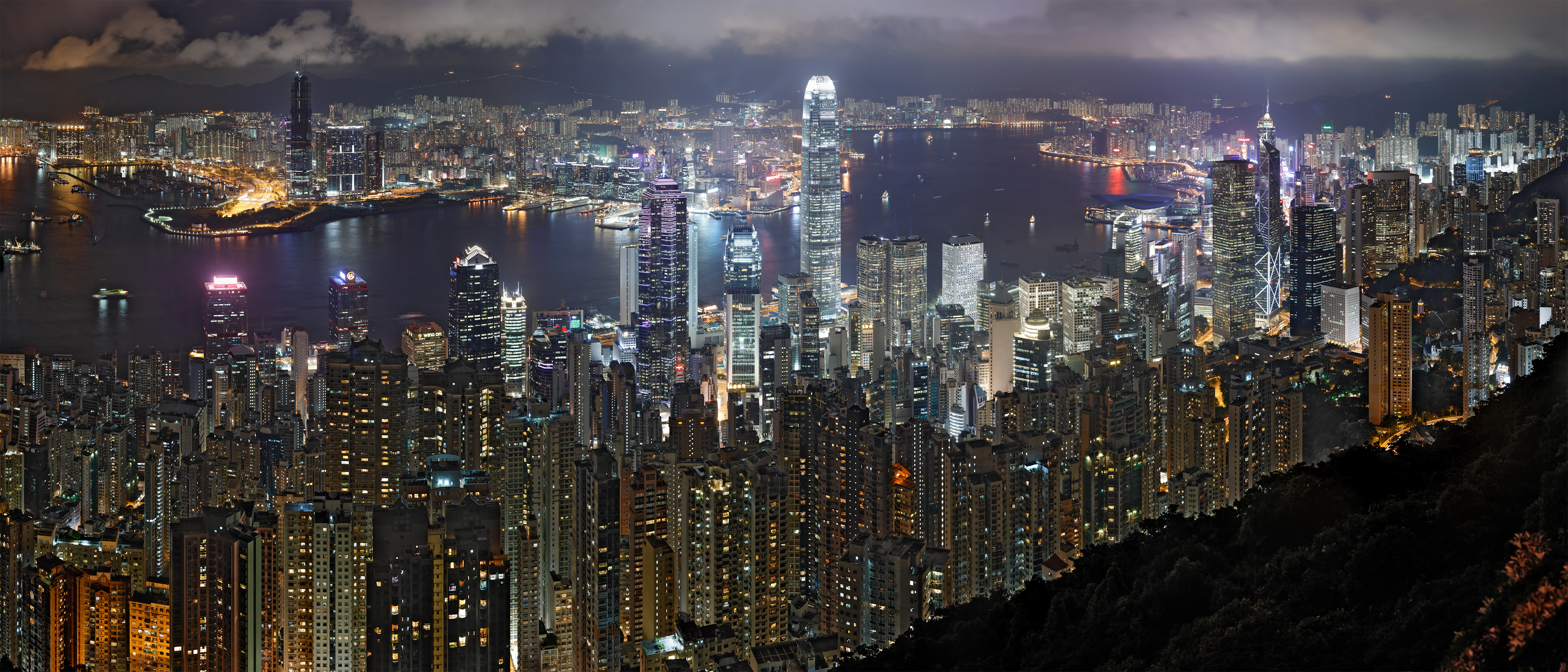
Vista notturna della popolosa area urbana di Hong Kong, luogo scelto da Chandra come "nido" dell'infestazione Zirite. (Foto del 2008).

 semi dei tutto il nido, la Terra è apparentemente senza scampo. Nate e i suoi compagni compiono immediatamente un salto dimensionale per recarsi sul pianeta dove risiede la forza di resistenza contro gli Ziriti. Qui vi è la città di Haven, capitale dove risiede la cattedrale scientifica del gruppo di super eroi noto come Legione dei Campioni Etici. Di questi fa parte Nate (noto come Ragazzo Atomico), che grazie ad un costume speciale ha la capacità di volare, super forza, e resistenza e può generare un campo energetico protettivo. Anche Shawn ne fa parte come mente scientifica e lo stesso Krolar nel ruolo di feroce combattente. Tutti e tre sono stati recuperati e reclutati dalla Legione che è riuscita a salvare la vita a Shawn (dopo il colpo alla testa di Rebecca), ma per spostarsi ha bisogno di un mezzo meccanico. Il leader del team è Furia Atomica il più potente e carismatico della Legione, la sua forza deriva da un potente manufatto situato nel suo petto (il "Cuore di Leone"). Gli altri membri sono Sorella Napalm, capace di generare plasma incandescente, il Grande Sciamano, il cui spirito può sondare parte dell'Infinito Quantico (ma il cui insieme è inconcepibile), Antom, in grado di sondare i pensieri degli avversari, e Genio Sensazionale XI, un essere artificiale le cui facoltà intellettive sono generate da 11 cervelli. Si tratta dell'unico in grado di recarsi in zone remote e inaccessibili dell'Ogniverso quale le "profondità del Nessunverso". Pia viene accolta nella Legione come Principessa Zondor, Regina dell'Infinito. Furia Atomica gli rivela che ogni realtà in cui una versione di Pia si è recata, ha conosciuto pace e prosperità. Fatto accaduto anche a lei quando ha soggiornato per 3 anni a Tarana.
Al ritorno dalla sua ultima missione nei meandri dell'Ogniverso Genio Sensazionale XI ha avuto successo nel trovare il cristallo di Jatorakk, elemento fondamentale per attivare un'apparecchiatura denominata Sirena Quantica. Una volta attivata può generare delle frequenze in ogni dimensione dell'Ogniverso che porteranno al distacco tra Ziriti e i loro ospiti parassitati, si tratta dell'arma definitiva contro la loro infestazione. Quando il successo sembra vicino l'androide della Legione si rivela essere la strega Doxa che Pia e il padre hanno incontrato su Tarana, e che aveva rubato l'intelligenza di McKay così come l'accesso alla Scienza Nera. Sempre con l'inganno riesce a strappare dal petto il Cuore di Leone dal petto di Furia Atomica, adesso il suo potere aumenta esponenzialmente e riesce facilmente ad avere la meglio sull'intera Legione. Risparmia Nate e Pia in quanto per lei è sacro rispettare il patto fatto con loro padre, rispettare i patti stipulati è il fondamento dei suoi poteri. La sua stessa esistenza si basa sul dogma: «...è l'integrità di una promessa che da senso all'immortalità dell'anima».

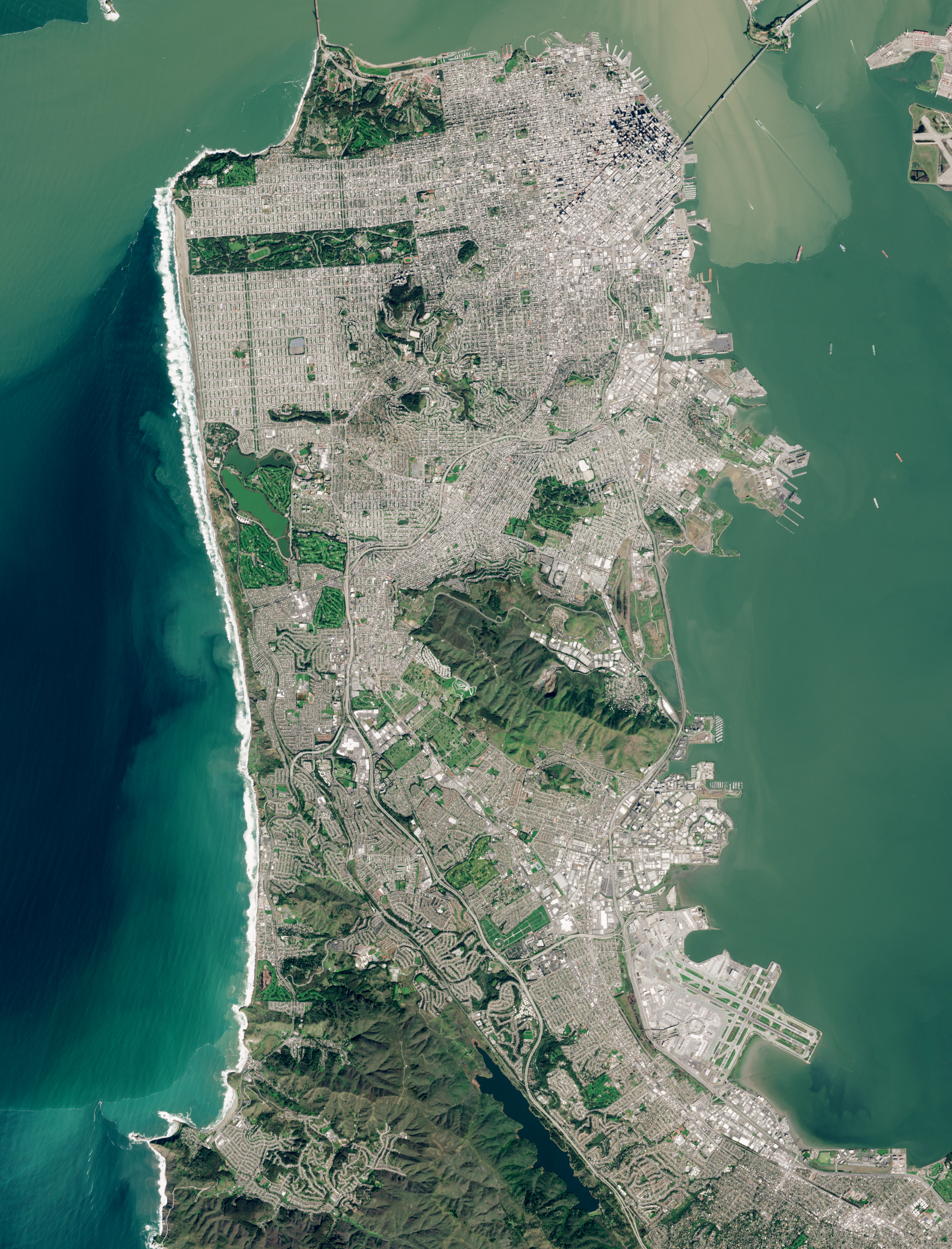
Visione satellitare della Penisola di San Francisco, luogo d'invasione del "Culto della Morte" dei Draln. Immagine del 2019.

Sulla Terra l'infestazione zirita ha provocato sospetti nei confronti delle industrie Block e delle loro avanzate scoperte tecnologiche. Dall'interno della compagnia arriva alla stampa l'indiscrezione secondo la quale tali invenzioni siano dovute a dei viaggi inter dimensionali compiuti grazie alla scienza proibita. Si comincia quindi ad accusare la Corporation di Block come elemento catalizzante per la tragedia che sta colpendo il pianeta. Kadir è responsabile del dipartimento scientifico e si è auto incensato più volte come il genio dietro gli sviluppi delle nuove tecnologie della ridenominata Block Science. La stampa e i governi cominciano a metterlo alla berlina, ma lui non ha certo le capacità di risolvere il problema, un limite anche dello stesso Grant McKay. Incarcerato e considerato un criminale, non è più il genio di un tempo in quanto le sue facoltà mentali sono state prese dalla strega Doxa. A peggiorare la situazione interviene una nuova devastante minaccia. In San Francisco arrivano i millepiedi Draln guidati dal loro Eucalipto dal nome Blokk (versione alternativa di Block). Impossessatesi di un pilastro perso da McKay ora stanno espandendo il loro culto della Morte (o dell'Anti-Dio) nell'Ogniverso. Per loro la vita è priva di senso e la vera esistenza inizia con l'illuminazione/liberazione della Morte. Lo scopo è quindi lo sterminio della razza umana. Ora la Terra deve affrontare sia l'infestazione zirita sia il genocidio programmato di un culto nichilista. La coincidenza vuole che a San Francisco si trovi la clinica dov'è rinchiuso Grant, il quale approfittando del caos generatosi riesce a fuggire e in suo soccorso arriva il fratello Brian. I due si ritrovano nel mezzo di un campo di battaglia urbana che vede scontrarsi tre fazioni: i Draln, i Dimensionauti di Block con alcune forze dell'ordine cittadine, e l'Esercito Infinito guidato dal Ward "romano". Si tratta di un'armata composta da guerrieri parassitati da entità zirite selezionati in diverse dimensioni, sono il braccio armato dell'infestazione zirita, la cui priorità diviene fermare lo sterminio della razza umana voluta dal Culto della Morte. I terrestri di questo mondo servono loro come involucri. Chiunque vinca delle due truppe d'invasione, pare che la Terra originaria dei Dimensionauti sia condannata. Block si rende conto che questo mondo è perduto e svela quindi la sua reale natura. I suoi natali non sono stati su questa Terra, ma viene da una realtà alternativa ed è già stato su diversi mondi dove ha sempre trovato un Grant McKay che gli consentisse di sviluppare tecnologia dalla Scienza Nera. Questo gli aveva garantito il vero dominio su quei pianeti. Tutte le realtà in cui si è stabilito sono però state distrutte in seguito a queste ricerche ed è quindi passato da una dimensione all'altra cercando di stabilizzare quello che lui definisce il "coefficiente di caos", ma pare che anche questa volta non sia andata come previsto. Ora è pronto a fuggire per l'ennesima volta, ma la sua fuga viene bloccata da una creatura di nome Harg-logh, un essere mostruoso di un'altra dimensione che lo stesso Block si era tenuto come animale da laboratorio. Ora, anche grazie all'intervento di Kadir, il mostro viene scatenato contro Block che non riesce a scappare e quindi muore servendo da incubatrice per la progenie di Harg-logh.

### L'Estinzione è la regola
.

L'Esercito dell'Infinito attacca Grant McKay. Copertina della raccolta "Black Science Volume 7: L'estinzione è la regola", disegno di Matteo Scalera. Edizione italiana © 2018 BAO Publishing

Dopo essere fuggito dalla sede delle Block Industries, Harg-logh si riversa con la sua progenie sulle strade di San Francisco attaccando Grant e Brian che si stavano recando proprio in quella direzione. In loro soccorso arriva però il Ragazzo Atomico e successivamente gli altri membri della Legione. Sono dovuti fuggire da Haven per evitare la furia di Doxta. Con loro hanno portato il macchinario necessario ad attivare le frequenze che, se diffuse nell'Ogniverso, porteranno alla fine dell'infestazioni ziriti. Hanno anche portato Clint Stevens, la Furia Atomica, che ormai sta morendo dopo che la strega gli ha strappato il cuore di leone. Prima di spirare, dono a Nate uno speciale amuleto. Grant ha modo di rivedere il figlio dopo 4 anni, l'ultimo dei quali passato in un ospedale psichiatrico e i precedenti 3 sul Mondo-Nume. Scopre inoltre con sollievo che anche Shawn è ancora vivo. Pia gli comunica che è riuscita a strappare a Doxta il manufatto con il quale gli aveva sottratto le sue capacità intellettive e queste sono adesso parte di lei. Queste doti sono necessarie per calcolare l'algoritmo che permetta di trasmettere la "matrice nullificante" a tutte le dimensioni contaminate dall'infestazione zirita. Mentre la Legione, Grant e Brian, combattono contro l'Esercito dell'Infinito e i Draln, Pia riesce a trovare la soluzione matematica e attiva il congegno, denominato Arca. L'entità eteree zirite sono forzosamente costrette a separarsi dai corpi che parassitano, la loro minaccia sta per essere eliminata. Anche Chandra riprende il controllo del proprio corpo e, in possesso di un pilastro portatile, si reca immediatamente nei laboratori di ricerca Block alla ricerca di Kadir che si trova lì insieme a Sara. Di fronte ad un'attonita ex-moglie di Grant, Chandra rivela che lei e Kadir non sono originari di questa dimensione, ma provengono ad un'altra Terra dell'Ogniverso, così come Block. Il motivo per cui Kadir è venuto qui e ora decide di non compiere un salto in un'altra dimensione è perché questa è l'unica realtà in cui lui è riuscito a trovare una Sara che si innamorasse di lui. Per questo ha ideato un dispositivo assemblando idee e tecnologie di varie dimensioni. Si tratta di una macchina, denominata Vela Inter Dimensionale e serve a spostare questa realtà verso la parte più esterna della "cipolla" che costituisce la struttura dell'Ogniverso. Mentre Kadir sta spiegando il suo delirante piano, arriva Grant e Brian. Grant sostiene che è una follia allontanarsi dalla realtà primaria dell'Ogniverso per muoversi fuori dalla membrana, una zona sconosciuta (chiamata Nessunverso) e in cui potrebbero mutare le leggi fisico-matematiche che permettono l'esistenza. Kadir a sua difesa sostiene che tutti i Grant che lui ha incontrato sono la causa di una sequenza ininterrotta di anomalie che stanno distruggendo il multiverso. La sua opzione è l'unica che dia una possibilità di salvezza e quindi attiva la Vela. Ne segue una colluttazione in cui Kadir uccide Brian prima che questi danneggi la sua creazione, mentre Sara colpisce Chandra e fugge con Grant. Durante la fuga dal laboratorio cominciano a vedere la realtà intorno a loro che si modifica e disegna diversi scenari, il loro mondo si sta pericolosamente spostando attraverso gli strati della "cipolla". La Battaglia di San Francisco continua però ad imperversare, ma le sorti stanno cambiando a favore della Legione. Nate riesce ad attivare l'amuleto di Clint che lo trasforma nella nuova Furia Atomica, aumentando la sua forza e capacità distruttiva. Questo lo porta a distruggere la minaccia del gigantesco Harg-Logh. Pia si impossessa del pilastro dei Draln e porta in soccorso un'armata di semi-dei provenienti da Tarana guidati dal suo compagno Kor. Questi affrontano vittoriosamente i Draln, lo scontro sembra ormai alla fine, ma arriva la strega Doxta. La potente megera è desiderosa di vendicarsi di coloro che non hanno mantenuto i patti stipulati, ovvero Pia e il Re del Clan dell'Equilibrio, il padre di Kor. Le macchinazioni di Doxta si scoprono risalire ad un tradimento del Re il quale da giovane l'aveva sposata e illusa per poi ripudiarla quando lei ha cominciato ad invecchiare. Ora la strega, dopo aver passato decenni ad accumulare potere e conoscenza (soprattutto sulla Scienza Nera) è in grado di compiere la sua vendetta e uccide senza esitazione o sforzo uno dei tre Re di Tarana, il leader del Clan dell'Equilibrio e suo ex-compagno.

### Più tardi del previsto
(Grant McKay)

Grant e Sara, "Dimensionauti" alla ricerca dei loro figli attraverso l'Ogniverso. Copertina della raccolta "Black Science Volume 8: Più tardi del previsto", disegno di Matteo Scalera. Edizione italiana © 2018 BAO Publishing

Kadir riesce ad attivare la vela inter dimensionale e l'universo comincia a spostarsi in altre dimensioni verso l'esterno della "cipolla". Prima che questo avvenga Grant e la moglie compiono un salto usando il "pilastro portatile" sottratto a Chandra. Dopo aver vagato per oltre un anno attraverso numerose dimensioni alternative dell'Ogniverso si ritrovano su un pianeta dove vengono accolti da un centro medico-scientifico chiamato Istituto Inter Dimensionale per il Recupero Coniugale. La dottoressa a loro assegnata si chiama Brenda e sostiene di essere una loro figlia da una Terra alternativa. Il suo scopo, congiuntamente a quello dell'Istituto, è di scongiurare la fine dell'Ogniverso riuscendo a riappacificare Grant e Sara, curare i loro traumi, e portarli all'accettazione che Nate e Pia siano ormai morti. Sostiene che nessuna realtà così come noi la concepiamo può esistere al di fuori della "cipolla" di questo multiverso. Kadir li ha portati nel Nessunverso che non è altro che il nulla, un vuoto in cui non si può esistere Il problema è che Grant e Sara non si daranno mai per vinti e, se non accetteranno questa situazione, compiranno un viaggio al centro della "cipolla", verso la dimensione all'epicentro di ogni cosa, quella dove il primo essere ha compiuto la prima e ha quindi creando quindi due realtà divergenti le quali si sono poi ramificati dando origine a miliardi di universi alternativi.

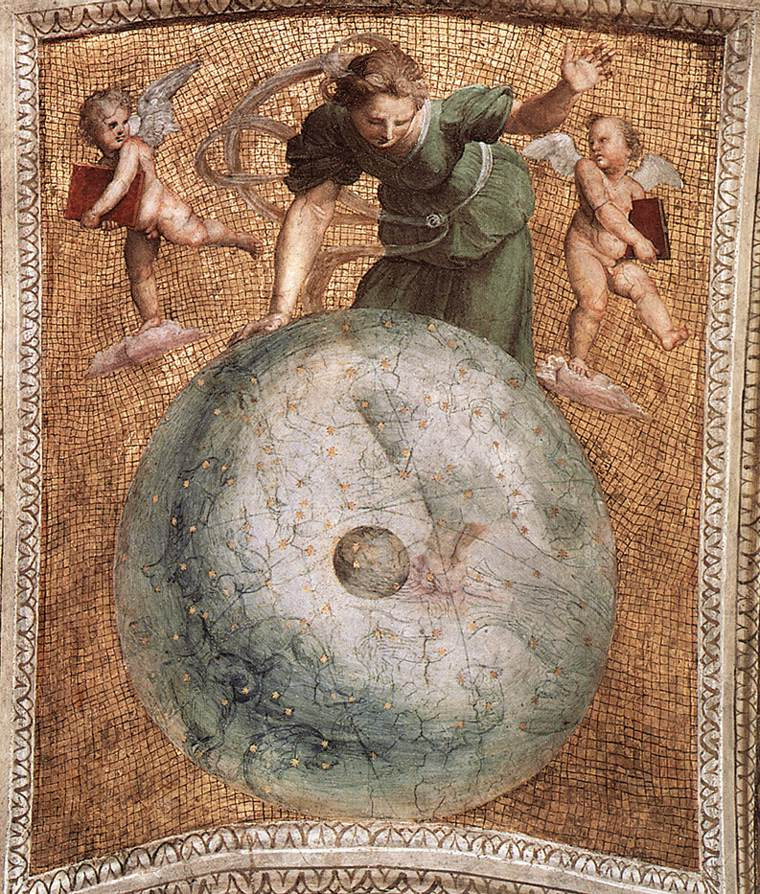
Rappresentazione del "Primo Motore" aristotelico. La Prima Realtà, "causa non causata", centro e punto di origine dell'Ogniverso di Black Science. Affresco di Raffaello (1509-1511).

Brenda sostiene che un'altra versione della coppia ha già provato a perforare gli strati che formano le dimensioni dell'Ogniverso arrivando a contatto con uno strato di antimateria che ha provocato una deflagrazione il cui effetto ha distrutto bilioni di universi e sta mettendo in crisi la struttura della realtà. Dai dati raccolti, pare che loro rimangono l'unica coppia rimasta che ha avuto come figli Nate e Pia (in particolari anni), poi diventati Dimensionauti. Di conseguenza ora rimangono loro la minaccia più significativa al totale annichilimento della realtà intera. Apparentemente Grant e Sara sembrano disposti a sottoporsi al trattamento offerto dall'Istituto. Il programma consiste in un bizzarro viaggio in un mondo onirico dove si ritrovano ad assistere alla cerimonia e alle feste di un matrimonio in cui tutti gli invitati sono persone che hanno incontrato nelle loro vite. Qui sembrano rivivere le emozioni e i momenti che li hanno avvicinati e per un attimo vi è un ritorno di fiamma tra i due o quantomeno una riconciliazione. Una volta tornati alla realtà si dicono disposti a collaborare con Brenda e a rinunciare la loro ricerca dei figli. Sembrano convinti che questa sia una costante all'interno di un'equazione che porta alla distruzione dell'Ogniverso. La stanno però ingannando e creando un diversivo si impossessano di un avanzato Pilastro Sonda, le coordinate che inseriscono li portano diretti verso il misterioso fulcro dell'Ogniverso, la prima idea di realtà (in termini Platonici) o il Motore immobile aristotelico.
Grant e Sara raggiungono il centro dell'Ogniverso, la realtà prima, l'idea di universo che ha generato tutte le altre. La trovano popolata da una specie tecnologicamente molto avanzata di insetti umanoidi, coloro che si definiscono i primi e unici abitanti dell'intero Ogniverso. Grant viene accolto da quello che potrebbe essere la versione originale di sé stesso. Grant lo riconosce in quanto è l'essere che gli si era manifestato come una sorta di Angelo o spirito guida quando aveva soggiornato per 3 anni sul Mondo Nume. La moglie arriva a credere per un attimo che quella sia davvero la dimora degli angeli o qualcosa di simile al Paradiso.

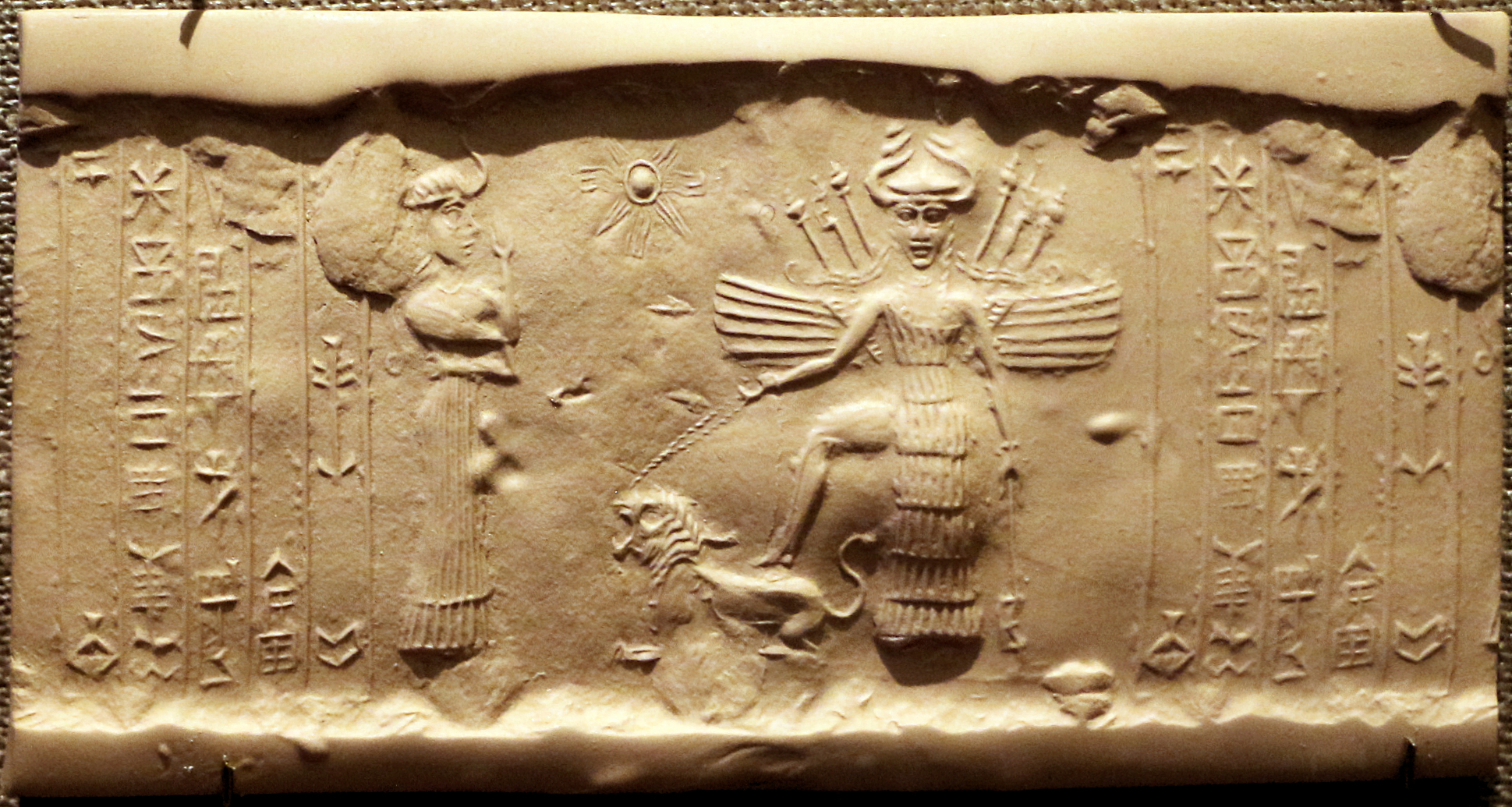
Immagine della Dea Alata Inanna, figura simile alle creature angeliche che abitano il nucleo dell'Ogniverso. Sigillo accadico databile tra il 2350 e il 2150 a.C.

Dato il loro aspetto ci si trova di fronte ad esseri che si accostano però al concetto di angelo come viene indicato il Sukkal della mitologia mesopotamica e non quella aderente all'iconografia cristiana. L'insetto alato blocca ogni sorta di speculazione pseudo-religiosa affermando che (a parte lui) tutte le versioni alternative dei Grant non sono altro che degli avatar che vivono all'interno di un universo olografico i cui mondi sono solo apparenza della vera realtà che è quella in cui sono arrivati ora. Su questo pianeta (se si può definire tale) esistono diverse stanze in cui gli abitanti indossano dei caschi nei quali si proiettano le vite delle infinite versioni di sé stessi i quali sperimentano ogni tipo di vita-morte possibile nei vari strati della "cipolla". Lo stesso McKay prova uno di questi strani congegni e si ritrova a sperimentare in pochi secondi diversi anni di una sua vita alternativa. In termini platonici, filosofia di riferimento della Scienza Nera, il posto in cui si trovano è l'iperuranio, il luogo dell'idea stessa di universo, tutti i restanti mondi sono solo apparenza. L'arrivo di Grant e Sara segna però la fine per il nucleo dell'Ogniverso, unica vera realtà (non apparente). Prima che i suoi abitanti possano trovare una soluzione, lo strappo causato dall'arrivo di Grant e Sara porta ad un warmhole, una fenditura tra le membrane che ha generato un tunnel nella struttura dell'universo tale da portare fino a questa realtà il temuto Raggio Nullificante. Si tratta, con ogni probabilità, di un'anomalia energatica/vibrazionale causata da uno strato di antimateria e/o da un sovrapporsi di stati di caos dovuti ai forzosi collegamenti tra le dimensioni parallele verificatesi con i numerosi salti compiuti dai Dimensionauti. Stando a quanto affermato da uno dei leader della stirpe che ha creato l'Ogniverso, Grant McKay (e tutti i suoi avatar/varianti) sono un virus creato apposta da qualcuno per distruggere l'intera realtà. Il vero motivo per cui Grant ha costruito il Pilastro e ora è arrivato al centro della "cipolla" risiede in un messaggio subliminale. Tali esseri sono stati creati come involucri per fare esperienza per coloro che abitano la realtà all'origine di tutto, per loro non esiste il libero arbitrio. Ora però non vi sono risposte, arriva l'Apocalisse e l'Ogniverso cessa di esistere.

### Nessuna autorità oltre la propria

La pianta di Eucalipto in una due versioni alternative, sopra brucia di fronte a Grant e Sara, sotto è rigoglioso con la famiglia McKay ai suoi piedi. L'Eucalipto è un'immagine simbolo dell'Ogniverso, più volte ripresa durante i viaggi dei Dimensionauti. Qui nell'illustrazione di copertina della raccolta "Black Science Volume 9: Nessuna autorità oltre la propria", disegno di Matteo Scalera. Edizione italiana © 2019 BAO Publishing.

Mentre l'universo intorno a loro si sta dissolvendo in un lampo di luce, Grant e Sara vengono salvati da un'astronave pilotata da Shawn dove a bordo vi sono i loro figli Nathan e Pia, oltre a Krolar (divenuto come un fratello per Nate) e Ward nella sua versione alternativa da centurione (ormai libero dagli Ziriti). Questi li traggono in salvo compiendo un salto che li porta sulla Terra di cui sono originari e da cui Grant McKay hanno compiuto il primo salto. L'Ogniverso non esiste più, ma il piano di Kadir ha funzionato, la sua Vela Inter Dimensionale ha portato questo mondo al di fuori della "cipolla" dell'Ogniverso, in quella zona (da alcuni ritenuta un mito) denominata Nessunverso, ora questo mondo è l'unico sopravvissuto all'Apocalisse causata dai viaggi tra le dimensioni causate dallo stesso McKay. Quello che era nato come uno dei tanti mondi "apparenti" all'interno di una simulazione olografica, ora racchiude le uniche forme di vita senziente, o almeno questa è una teoria accettabile. Il problema è che la strega Doxa ha preso il controllo del pianeta in quanto ha vinto la Battaglia di San Francisco. Ha sconfitto i Draln, sottomesso l'Esercito dell'Infinito e ridotto in catene i superstiti dell'esercito di Kor proveniente da Tarana. Qui a capo della resistenza vi è Kadir e Chandra, che poi sono anche coloro che hanno salvato la vita ai figli di Grant e portato in salvo la Terra. Kadir afferma di avere un piano per sconfiggere Doxa, ma Grant lo definisce un assassino e non vuole che nessuno della sua famiglia o dei loro alleati si schieri con lui. Come gli fa notare Kadir, Grant è infuriato per la consapevolezza di aver causato il genocidio di un multiverso, possibilità verso la quale lui stesso lo aveva messo in guardia e cercato di fermare. L'ego di McKay dimostra ancora tutti i suoi limiti e allontana quindi l'unica persona (insieme a Chandra) che potrebbe liberare il pianeta e trovare una soluzione per assicurarne il futuro. Il punto è che Grant non possiede più la sua genialità (toltagli dalla stessa Doxa) e crede quindi di affrontarla senza un reale piano. Al cospetto della strega si trova però improvvisamente isolato dal resto del gruppo e la sua mente cade vittima di un incantesimo che lo riporta a vivere esperienze (traumatiche) del suo passato rendendolo innocuo e catatonico. Doxa sembra ormai disporre di lui come vuole, ma in suo soccorso arriva Kadir ammonendo la potente maga che non è Grant la sua vera nemesi, ma è lui quello che deve temere.
Il piano di Kadir sembra funzionare e Grant riprende conoscenza su un pianeta Terra utopico e tecnologicamente avanzato dove non sembra esistere più sofferenza e povertà. Si ritrova persino fortunatamente sposato con Sara, sua figlia Pia è una brillante scienziata fidanzata con Kent (che nella realtà precedente era Kor) e suo figlio sta per realizzare il suo sogno di diventare uno scrittore di racconti di fantascienza basati su degli esploratori che viaggiano attraverso dimensioni parallele. Tali storie si basano su quanto gli ha raccontato il padre in quanto Grant è l'unico che si ricordi di cosa sia successo e dell'esistenza (un tempo) dell'Ogniverso. I ricordi gli sono stati lasciati come monito e rivincita da parte dello stesso Kadir che in questa realtà guida una Corporazione a capo di un governo unico mondiale di tipo tecno-finanziario. Tale istituzione garantisce pace e stabilità al pianeta, ma presuppone anche un controllo assoluto delle vite dei cittadini, di cui è monitorata anche la salute, il tempo libero e la dieta. Si arriva persino a conteggiare il livello di caffeina, alcool e grassi ingeriti settimanalmente, se si supera la soglia di guardia vi è un robot in ogni casa che te ne proibisce un ulteriore consumo. Per Grant, anarchico di natura, non è un mondo perfetto, ma è invece una specie di inferno che ha distrutto ogni forma di individualismo. Quando ha provato a ribellarsi e a raccontare la sua versione dei fatti ha dovuto però sottostare ad un periodo di detenzione e rieducazione, consapevole che la visione di Kadir ha vinto mentre della sua Lega di scienziati anarchici non è rimasto che un'eco di una storia dimenticata.
Epilogo: il finale del fumetto Black Science è aperto a diverse interpretazioni e lascia alcuni questi insoluti. L'ultimo albo (il n.43) presenta due linee narrative che potrebbero apparentemente incrociarsi anche se non è chiaro come e se questa sia la giusta interpretazione. In uno di questi finali si vede un Grant che non accetta il mondo utopico creato da Kadir e quindi lo affronta cercando di ucciderlo causando così involontariamente la morte di Chandra. Gli eventi che seguono lo vedono in fuga dalle autorità insieme alla sua famiglia, ma in seguito ad un incidente durante un inseguimento in macchina i suoi figli muoiono. La moglie Sara è sconvolta, ma lui la rassicura che è possibile trovare una realtà in cui tutto questo non è avvenuto e i loro figli sono ancora vivi. Per farlo irrompono nei laboratori di Kadir e rubano l'unico Pilastro sopravvissuto. Attraverso uno schermo quantico ideato da Kadir monitorano diverse terre parallele finché non trovano quella ideale. Questa corrisponde, sullo schermo, alla Terra utopica creata da Kadir, dove l'intera famiglia sta festeggiando il 46º compleanno di Grant insieme ai suoi genitori e allo stesso Kadir e Chandra. Si tratta di una versione della realtà in cui Grant non si è ribellato, si è adattato e non ha mai tentato di uccidere Kadir. Pare che ora lo scopo di Grant sia di saltare in quella realtà per prendere il posto di quella sua versione alternativa. Facendo così però commetterebbe l'errore originale che ha portato a tutte le conseguenze catastrofiche generate finora dall'utilizzo del Pilastro e della Scienza Nera. Ogni volta che si cerca di intromettersi in una realtà parallela si crea uno strappo nel multiverso che porta a conseguenze drammatiche e imprevedibili.
Qui però si apre il primo quesito irrisolto, ovvero che stando a quanto successo in precedenza, l'Ogniverso è stato obliterato e non esiste più un pianeta nucleo dove delle entità altamente evolute lo hanno creato come un universo simulato. Teoricamente non esistono più realtà parallele. Non viene neppure specificato come Kadir abbia sconfitto Doxa e trasformato una Terra devastata in un'utopia sotto il suo controllo. Le speculazioni che si possono fare sono diverse, ma si potrebbe dedurre che la stessa Apocalisse (causata da Grant) non facesse a sua volta parte di una simulazione e lo stesso Ogniverso e le creature/creatrici al centro di esso non siano state a loro volta generate olograficamente da qualcosa di sconosciuto. Non si può scartare l'ipotesi dell'esistenza di una realtà o di un altro multiverso rispetto a quello già esistente. Non viene inoltre mai rivelato come Kadir abbia sconfitto la potente megera Doxa, ormai capace di padroneggiare forze oscure e i segreti della Scienza Nera. Può darsi quindi che non sia stata sconfitta, ma stia ancora manipolando la mente di Grant così come la si è vista fare quando è stata da lui affrontata in uno scontro diretto. Vi è però anche la possibilità di un lieto fine in quanto il creatore di questo multiverso e di tutto quello che vi è accaduto è stata la coscienza di Grant McKay, che non per caso pare essere una costante fondamentale nello modello di sviluppo-distruzione-rimodellamento della realtà a cui si è assistito nella storia. Ci troveremmo quindi all'interno di un Universo inflazionato, dove ogni osservatore determina, secondo la Teoria a Bolle, un suo universo con il preciso scopo di prendere consapevolezza. La scena finale dell'opera ci mostra di fatto un Grant in pace con sé stesso e la sua famiglia. La sua ultima riflessione è: «il mondo spazza via tutto ciò che ami...ma correre, anticipare l'inevitabile è un crimine contro opportunità che perdiamo mentre potevamo godercela. Questo ora è ciò di cui ho bisogno, la parte del film in cui smetto di correre e osservo la realtà e la realtà è perfetta e per la prima volta nella mia vita credo veramente (che) andrà tutto bene».

## Personaggi
Qui di seguito sono descritti i Dimensionauti, nome coniato da Grant McKay e Ward per definire il team di persone che partono per il primo viaggio attraverso il velo delle realtà:
- Grant McKay: membro della Lega degli Scienziati Anarchici. Il suo scopo è studiare le leggi della Scienza Nera intorno alle quali a sviluppato il progetto Pilastro. La Lega che ha fondato va contro l'autorità in quanto studia quella che è considerata una scienza proibita, ma questo non lo ferma, lui si definisce un anarchico che si basa su ragione e empirismo. Il suo motto è «Nessuna autorità se non la propria». Sposato con Sara, che è in disaccordo con le sue idee, è padre di Nathan e Pia McKay. Lo scopo di Grant come ricercatore è sempre stato quello di migliorare la condizione umana e inizialmente si dedica alla cura delle malattie e ai problemi energetici. Si disinteressa di brevettare le sue scoperte che vengono così sfruttate dalle imprese di Block, per cui Kadir, che spesso si attribuisce i meriti delle sue scoperte. Al di la del suo apparente altruismo ha un carattere aggressivo e auto lesionista, sembra disinteressarsi della famiglia e non si prende cura dei figli. Nonostante questo (o proprio per questo) vorrebbe trovare una risoluzione a ogni problema, anche se le ferite più profonde che vorrebbe curare sono quelle sepolte nella sua psiche. La possibilità per avere le risposte e ciò che cerca, sia a livello personale che (per emanazione) sia a livello planetario potrebbero risiedere nello svelare i misteri della Scienza Nera.
- Kadir Aslan: si presenta come uno dei finanziatori del progetto Pilastro, ma nasconde un'agenda segreta e rappresenta un personaggio e/o gruppo fortemente interessato alla Scienza Nera. Prova gelosia nei confronti di Grant e si dichiara più volte scettico nella riuscita del progetto. I due si conoscono dai tempi dell'Università e Kadir già lo detestava in quanto veniva considerato un genio, Grant lo guardava con superiorità non mancando di fargli notare le sue manchevolezze. Quando il traguardo ormai è raggiunto vorrebbe estromettere Grant e prendere il controllo della tecnologia che permette di viaggiare attraverso le realtà anche se in realtà il suo scopo è distruggere il Pilastro. Sebbene non sia un genio come il suo inventore, ha però ragione sui pericoli che può portare una tecnologia nata dalla Scienza Nera. La sua opinione è che sono di fronte a una scoperta che non salverà l'umanità, ma sarà la sua rovina, un portale su nuove minacce e predatori che porteranno l'universo verso il caos. Nonostante questo si ritrova suo malgrado a essere parte della prima missione e dopo aver attraversato le prime tre realtà alternative ne è ancora più convinto, il loro viaggio sta portando a una frammentazione dell'ordine immanente nell'Ogniverso.
- Pia McKay: figlia di Grant McKay, partecipa al primo viaggio attraverso le realtà dell'Ogniverso trovandosi dispersa in esso insieme al resto del team[12]. Pia non stima il padre nonostante sia consapevole del suo genio, lo incolpa di aver trascurato la famiglia e contribuito alla depressione che ha colpito sua madre Sara[12]. Viene a conoscenza tra l'altro della relazione tra il padre e la sua collega Rebecca. Nonostante questo aderisce alla proposta del genitore di unirsi a lui per compiere un viaggio che doveva essere pieno di meraviglie e scoperte, ma che poi si è rivelato essere una spirale di morte e caos. Pia si trova in un periodo della sua vita dove vorrebbe abbandonare la scuola e trovare una nuova via e indipendenza nella propria vita[12]. Il viaggio in realtà parallele rappresenta per lei un motivo per provare stimoli e avventure nuove, sperando di trovare un'ispirazione per la strada che dovrà intraprendere[12].
- Nathan "Nate" McKay: fratello minore di Pia, figlio di Grant e Sara. Membro del team di Dimensionauti, partecipa alla missione in quanto vuole dimostrare il suo valore e coraggio al padre[12]. A differenza di Pia lui vede Grant come un genio ed un eroe, essendo più piccolo ha elaborato diversamente la sofferenza che la madre (e l'intera famiglia) ha dovuto patire per il comportamento del marito[12]. Di lui si è occupato prevalentemente la sorella Pia. La sua partecipazione alla missione è una scelta alquanto discutibile da parte del padre in quanto si tratta solo di un ragazzo e vi è il problema che necessita di insulina per il diabete[12]. Nonostante la giovane età ha però coraggio ed è determinato ad aiutare il padre il quale gli ha insegnato che se nella vita si vuole ottenere qualcosa bisogna prenderselo da soli. Difatti, quando Grant viene a sapere che Nate viene bullizzato a scuola, lo iscrive ad un corso di karate affinché si difenda da solo[12].
- Sara McKay: moglie di Grant, è la madre di Nate e Pia. Il nome da nubile è Sara Flores ed è figlia di un drammaturgo e una cantante, anche lei condivide le passioni dei genitori e da giovane desidera calcare i palchi di Broadway. I suoi genitori però la trascurano e non danno importanza alla sua vocazione pensando più che altro alle loro carriere. Sara desiste dal percorre la strada della recitazione e del canto, tende a sviluppare una personalità che tende a soddisfare le esigenze altrui e perde autostima. Questo profilo psicologico la porta ad avvicinarsi a personalità narcisistiche quali quella di Grant McKay, passato dall'essere un giovane punk anti-sistema a scienziato anarchico che vuole sondare le scienze proibite. Sara mostra anche una certa ingenuità in quanto si fa manipolare da Rebecca, al servizio delle Industrie Block, la quale la convince ad indurre il marito a lavorare con lei alla costruzione del Pilastro. Rebecca diviene poi l'amante di Grant e si dimostra senza scrupoli nei confronti dell'utilizzo della Scienza Nera. Inizialmente Sara non fa parte del team di Dimensionauti che partecipano al primo salto in una dimensione parallela. Nel momento in cui sono però in pericoli i suoi figli dimostra carattere e determinazione, mettendosi al fianco del ex-marito per partire in una disperata ricerca di Nate e Pia attraverso l'Ogniverso e oltre.
- Shawn: è un giovane studente che ha impressionato Grant per un suo articolo sulla Fisica quantistica speculativa[3]. Il suo scopo è laurearsi e ottenere un buon posto di lavoro, ma Grant lo dissuade dal proseguire gli studi in quanto imprigionerebbero la sua creatività e intuizione[3]. La dimostrazione risiede nel fatto che il suo articolo di Fisica non è stato apprezzato in quanto ritenuto fuori dagli schemi[3]. Lo stesso Grant sottolinea come lui stesso abbia rifiutato il titolo di Dottore in quanto fa parte di una delle tante etichette con le quali si viene inquadrati nel sistema. Prospettandogli le meraviglie da ricercare nella Scienza Nera lo convince a lavorare per lui al progetto Pilastro[3]. Remender sostiene che Shawn rappresenta il baricentro morale del team dei Dimensionauti, un punto di riferimento etico nel quale lo stesso Grant McKay non può fare a meno di specchiarsi[13].
- Rebecca: scienziata che ha collaborato alla creazione del Pilastro; ha una relazione con Grant McKay e ha dedicato tutta sé stessa nella riuscita del progetto. Inizialmente Grant era contrario al suo sviluppo, ma Rebecca lo ha incentivato arrivando a provocare il suo orgoglio. A tal fine ha più volte con lui sostenuto che Kadir e molti altri lo ritenevano incapace di raggiungere un simile traguardo[12]. La sua motivazione nascosta risiede invece nel fatto che spera di trovare una realtà in cui suo fratello sia ancora vivo. Morto in un incidente mentre giocavano a nascondino in un bosco, Rebecca si sente colpevole ancora oggi di quanto accaduto[12]. Oltre a questo lo sviluppo del Pilastro gli ha tenuto vicino l'uomo di cui si è innamorata ovvero Grant, verso il quale prova però risentimento in quanto lo vede incapace di lasciare la moglie Sara[12].
- Ward: ex militare congedato con disonore dopo aver servito nei conflitti in Medio Oriente. Ha passato 5 anni da reietto della società, trovando lavoro come lavapiatti. McKay gli ha dato fiducia e lo ha voluto come capo della sicurezza e lo ha inserito nel team che ha compiuto il primo viaggio in un'altra realtà. Ward gli è debitore, pronto a difendere la vita di McKay e dei suoi figli a ogni costo. Nonostante gli orrori della guerra a cui ha assistito in Afghanistan afferma che non sono nulla rispetto a quello che si trova di fronte nella seconda realtà alternativa in cui si trova disperso insieme al resto del gruppo. Qui vi è in corso una guerra di trincea in Europa attaccata dai nativi americani che dispongono di armi tecnologicamente avanzate. Per dare tempo al team di salvarsi, si sacrifica lottando contro dei guerrieri indiani, muore sul campo di battaglia così come suo padre e suo nonno. Sente che morire da guerriero faceva parte del suo destino, una "catena" legata col sangue dei suoi antenati.
- Block: Magnate dell'industria tecnologica, è il finanziatore occulto che finanzia gli esperimenti e ricerche per svelare le leggi della Scienza Nera. Il suo scopo è che si arrivi a sviluppare un apparecchio per viaggiare in altre dimensioni e riportarne le tecnologie sconosciute sulla Terra. Queste devono poi essere sfruttate dalle Block Industries per divenire la più grande corporation al mondo. Il suo referente presso il gruppo di ricerca è Kadir che deve attentamente supervisionare gli avanzamenti nelle ricerche di Grant McKay. In passato si è già approfittato delle scoperte di Grant e ne conosce il valore, altra sua alleata nello spingere il geniale (e anarchico) scienziato verso la Scienza Nera è Rebecca, la quale per esercitare la sua influenza su Grant ne diviene anche l'amante. Da notare che Rebecca è motivata anche da ragioni personali mentre Kadir è da sempre stato geloso del genio di Grant ed è quindi più che compiacente nel collaborare con Block per sfruttarne le invenzioni. Inoltre è segretamente innamorato di sua moglie Sara.
- Chandra: agente addestrata ad affrontare potenziali situazioni pericolose, è di fatto presente per tutelare gli interessi delle Block Industries. Così come Ward è un fedele braccio armato per Grant, Chandra lo è per Kadir, di cui è innamorata (ma non ricambiata)[7]. Inoltre il legame che li unisce nasconde un oscuro segreto sulle loro vere origini[7]. Determinata e senza scrupoli trova sempre il modo di reagire all'inaspettato. Il suo ruolo nel viaggio dei Dimensionauti avrà conseguenze inaspettate e porterà alla diffusione di una minaccia per l'intero Ogniverso.

## Realtà alternative
(Grant McKay)
Il Pilastro creato da Grant McKay porta i Dimensionauti a visitare diverse realtà e/o mondi alternativi di quello che viene definito "Ogniverso" (o Eververse in originale), un multiverso composto da infinite dimensioni/strati di realtà differenti strutturate in maniera simile a quella che viene denominata la Cipolla. Qui di seguito sono elencate le realtà attraversate da Grant McKay in ordine cronologico:
- 1. Il primo in cui si ritrovano è una Terra abitata da Rane antropomorfe con la lingua elettrificata. Ne incontrano due etinie, una azzurra dominante e l'altra arancione sottomessa e meno aggressiva, ma ugualmente pericolosa. La società sembra di tipo feudale e si dimostra subito molto ostile verso gli estranei. Questo costa la vita ad un membro del gruppo, ovvero Jen, un'aiutante di Grant. Già in questa prima avventura Grant si dimostra atterrito dai pericoli (stranamente non previsti) di un viaggio in terre alternative. Anche lui rischia la vita e il suo primo pensiero va alla moglie Sara e al grave errore di aver portato i figli in questo folle battesimo del fuoco attraverso l'ignoto. Si aspetta di poter tornare subito al punto di partenza, ma il Pilastro è stato sabotato, ora sono dispersi nell'Ogniverso.

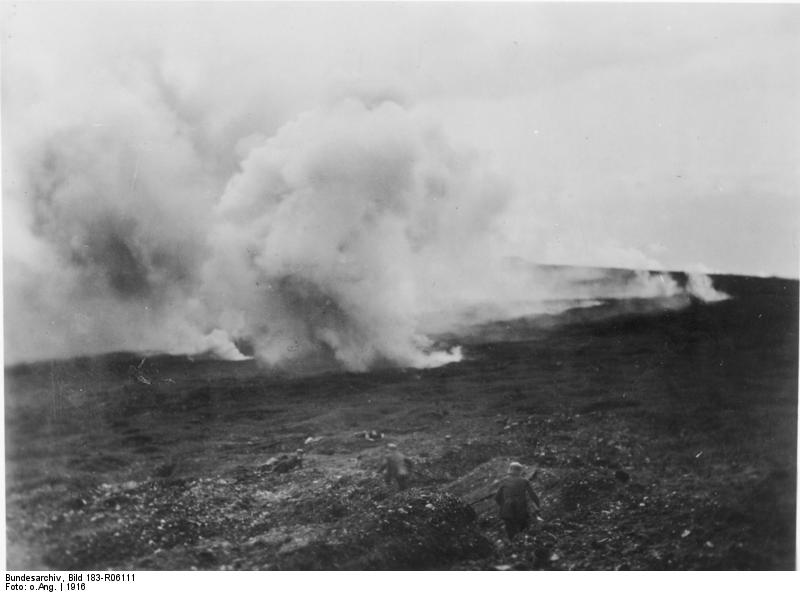
Scenario di guerra della Battaglia di Verdun (1916). Questo è il paesaggio che si rivela ai Dimensionauti quando raggiungono il secondo mondo alternativo da loro visitato.

- 2. In questo mondo l'Europa è in una guerra di trincea dove cerca disperatamente di proteggersi dall'invasione delle tribù native americane che sono però in possesso di tecnologie altamente avanzate. La coalizione europea è formata da soldati che parlano tedesco e sono in possesso di armamenti che ricordano quella della prima guerra mondiale, ormai stanno perdendo e punta unicamente a tenere le posizioni. Gli scenari sono di battaglia si presentano, nella loro desolazione, molti simili a quelli della Grande Guerra. In questa realtà il corso della storia è stato modificato dall'arrivo di un essere a forma di cavalletta in Nord America. Era alla guida di un veicolo che era una versione alternativa del Pilastro. La tribù che lo trovò uccise il suo possessore e usò quel veicolo per raccogliere tecnologie avanzate in altre realtà dell'Ogniverso. Di questa tribù fa parte lo Sciamano che, contro la sua volontà, viene portato via dai Dimensionauti per curare le ferite di Grant. Nonostante sia in possesso di un esoscheletro con il quale partecipa alla battaglia contro gli imperi occidentali, lo Sciamano è consapevole che la tecnologia scaturita dalla Scienza Nera è un abominio che porterà solo caos e distruzione.
- 3. Si tratta della realtà più pacifica in cui si ritrova il team e questo è un bene perché Grant ha così modo di guarire (grazie alle tecniche sciamaniche) dalle ferite riportate nel mondo visitato precedentemente. La società sembra essere di tipo agricolo con diverse razze umanoidi, ma nessuna simile agli esseri umani della terra da cui sono partiti. Da notare che è su questo mondo che avviene il primo contatto con un Grant McKay "alternativo".
- 4. Si tratta di un mondo dominato da una specie di scimmie evolute tecnologicamente e molto aggressive verso i nuovi arrivati. Vivono in simbiosi (e sottomesse) a un'entità gassosa emessa da una pianta sconosciuta. Anche loro stanno cercando di penetrare i segreti della Scienza Nera e hanno costruito un prototipo del Pilastro. Ironia del destino, Grant McKay si ritrova schiacciato e morente proprio sotto il Pilastro di questa realtà. Ormai è evidente che l'idea di costruire un congegno simile si è condivisa negli infiniti strati della struttura a "cipolla" dell'Ogniverso. Se la tecnologia nata dalla Scienza Nera è destinata a portare caos e a creare lacerazioni irreversibili dello spazio-tempo, ogni universo immaginabile è condannato.
- 5. La quinta realtà visitata vede l'incontro con un temibile culto dell'Anti-Dio (denominato anche Culto della Morte), guidato da un capo spirituale denominato Eucalipto del Mondo (e il cui nome è Blokk). Sono esseri a forma di millepiedi (chiamati Draln) della grandezza di un uomo e possiedono delle profezie che parlano dell'arrivo del Pilastro (o Pil'ar nel loro idioma), una sorta di "Graal" che viene atteso come portatrice de epifania e redenzione. Sembrano conoscere gli esseri umani dalla nostra forma e li chiamano Goblin. Sono a conoscenza che esistono infinite realtà, ogni universo immaginabile o immaginato prende forma. Il loro vero obiettivo non è chiaro, ma da quello che dicono e venerano (ovvero l'Anti-Dio) sembrerebbe un movimento nichilista e antitetico alla vita, il nascere è la vera morte e il perire ti riporta alla vita. Sostengono infatti di essere i portatori della vera rinascita e della liberazione della sofferenza (una costante assoluta), ma questo avviene solo con la fine dell'esistenza in questa realtà senza senso. Infatti il loro dogma principale sancisce :«Come può essere importante qualcosa quando succede ogni possibile cosa». La frase si riferisce alla consapevolezza che si vive in un multiverso in cui qualsiasi scelta possibile o immaginabile si realizza comunque in una realtà alternativa. Una volta in possesso di un Pilastro per viaggiare nell'Ogniverso il loro scopo è diffondere il credo e portare la loro "rinascita".
- 6. Su questa terra alternativa pare che l'Impero romano non sia mai collassato e la sua struttura politico militare si sia evoluta fino a creare un grande stato-mondialista tecnologicamente avanzato. Anche qui vi è stata una versione di Grant McKay che ha sviluppato le ricerche sulla Scienza Nera. In questa realtà però tale conoscenza è stata sovvenzionata dal Governo centrale (il Senato) per poter conquistare nuovi mondi. La cultura imperialista di questa società si è però ancora una volta rivoltata contro lo stesso impero in quanto, Grant e il suo team di questa dimensione hanno portato sul pianeta una malattia contagiosa di un'altra realtà per la quale non vi è stata cura. Quasi tutta la popolazione è deceduto e sono sopravvissuti per lo più membri dell'esercito (i legionari) e i politici (sigillatisi in un bunker). Per sopravvivere all'esterno i legionari usano tute sigillate e bombole di ossigeno. Adesso ogni Grant di ogni dimensione possibile e i suoi compagni di viaggio sono visti come criminali contro l'umanità (bollati come "Eretici"). In questa dimensione vi è ormai la presa di coscienza di come la Scienza Nera non porti a grandi scoperte o alla risoluzione di tutti i problemi. Le conseguenze del suo utilizzo sono caos e morte, è stato un atto sfida alla stessa esistenza.

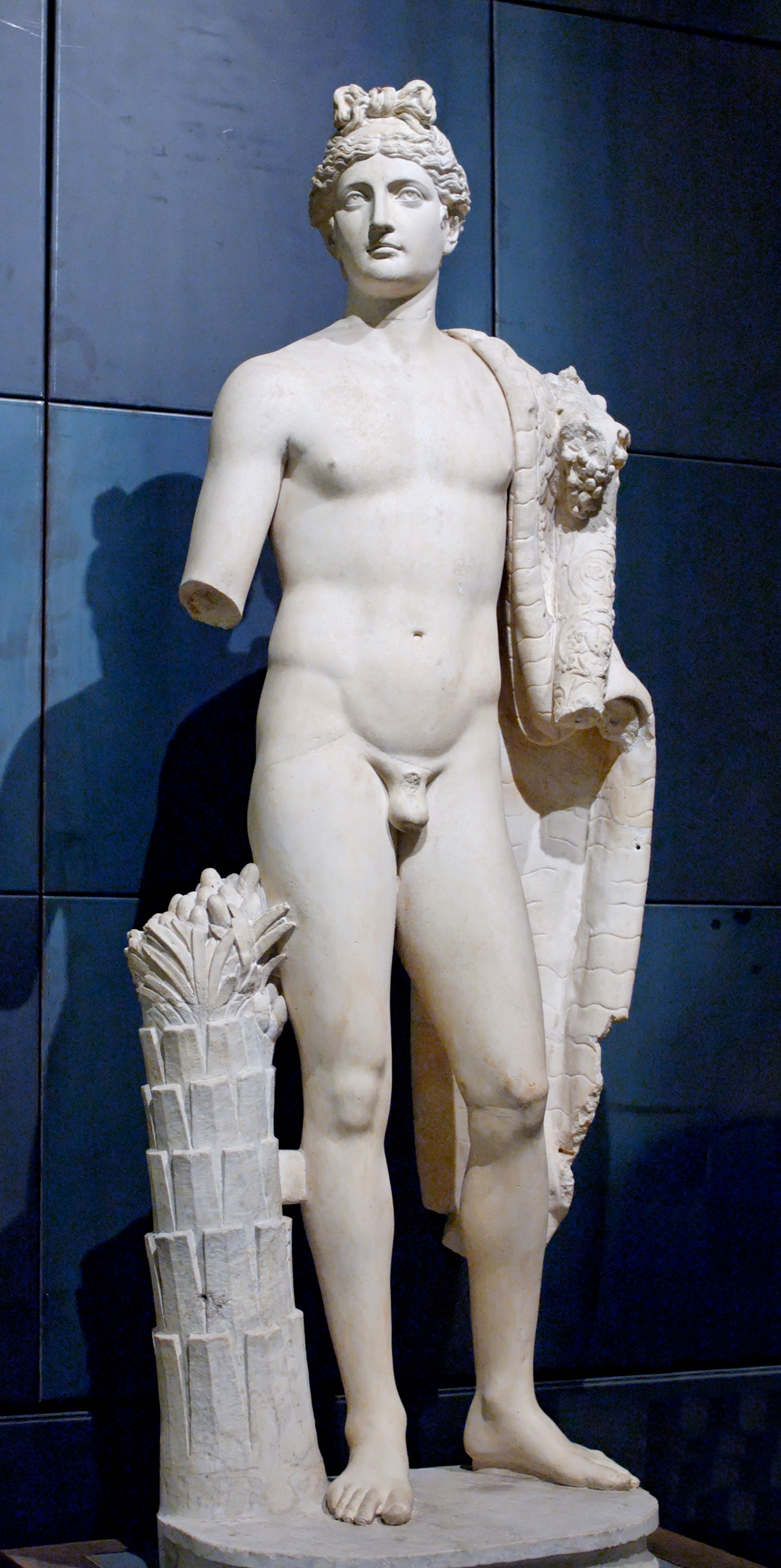
Genius (o Nume) di epoca romana, autore sconosciuto (periodo imperiale).

- 7. Il Mondo Nume: si tratta di un mondo diverso dagli altri (non si può definire un pianeta) e Grant McKay vi si trova bloccato per 3 anni. Il luogo è abitato da esseri umani, animali antropomorfi, strani spiriti guida. Qui incontra persino suo fratello Brian (probabile creazione della sua immaginazione). In questo luogo ha modo di fare dei viaggi all'interno della sua coscienza, ripercorrendo eventi che lo hanno plasmato come individuo e ne hanno determinato le scelte. Non è da escludere che non si tratti di un luogo reale (inteso come mondo fisico), ma una creazione della sua stessa coscienza. Al centro di questa realtà metafisica vi è un Numen che rappresenta l'essenza stessa di quel luogo, l'anima del mondo. Dopo tre lunghi anni Grant si persuade a raggiungere il luogo dove tale "Nume" risiede. Il viaggio verso questo tempio naturale richiede che Grant affronti le sue paure più recondite, rappresentate da un mostro immaginario, per la prima volta nella sua vita Grant non deve guardare nella realtà esteriore, ma nell'interno della sua coscienza. Il dialogo tra lui e il "Nume", un viso scolpito nella pietra, è di fatto un dialogo con la sua stessa coscienza. Grant prende consapevolezza dei motivi che hanno generato le sue paure e sensi di colpa, può ora liberarsi di un fardello che ha le sue radici più profonde nella sua infanzia e adolescenza. Il "Mondo Nume" rimane uno dei luogo più enigmatici tra quelli visitati dal dimensionauta, rimane il dubbio se l'esistenza di quella dimensione sopravviva dopo che Grant compie il salto per passare ad un'altra realtà. Il concetto di "Nume" qui descritto dall'autore si avvicina al concetto greco-romano di Genio, una sorta di "principio vitale" o "spirito" che in un luogo prescelto si prende cura di un individuo (o famiglie) per aiutarlo ad affrontare gli ostacoli della vita.
- 8. Questa realtà è molto simile alla Terra d'origine dei Dimensionauti, ed è il mondo per cui Rebecca ha voluto fortemente il progetto Pilastro, arrivando ad avere un relazione con lo stesso Grant, l'unico in grado di penetrare i segreti della Scienza Nera. In questa realtà suo fratello Jake non è morto in un pozzo dove è caduto mentre giocava da bambino con la sorella. Rebecca ha da sempre vissuto con il senso di colpa per non essere riuscita a salvarlo. Qui non è mai accaduto e così, senza rimorsi, ha ucciso la sua versione su questa Terra per rubarne la vita. Negli anni in cui Grant si è trovato intrappolato sul Mondo Nume, Rebecca si è fatta una famiglia e la sua storia costruita sul sangue e l'inganno pare avviarsi al lieto fine. Ma il suo passato la raggiungerà, Grant la trova ed è pronto a smascherarla, non ha creato il Pilastro per realizzare fantasie personali distruggendo la vita di altre persone. Anche, se poi, è quello che sta succedendo in ogni mondo che i Dimensionauti stanno visitando, i fini del progetto di McKay erano nobili, ma la sua superbia a narcisismo lo ha portato a non pesare a sufficienza i possibili danni causati dalla Scienza Nera alla struttura dell'Ogniverso.
- 9. Questa è la Terra denominata Tarana, un mondo dove si combatte una guerra millenaria fra tre fazioni: Il Clan dell'Equilibrio, I Signori del Cielo e Il Regno delle Montagne Rocciose. Il casus belli sono tre manufatti magici denominati Sempremid, strutture a forma di piramide con al centro un occhio. Ognuno in possesso di un clan diverso e considerati fonte di potere e autorità. La leggenda vuole però che solo se riuniti in un unico sacro sigillo porteranno ordine e prosperità.

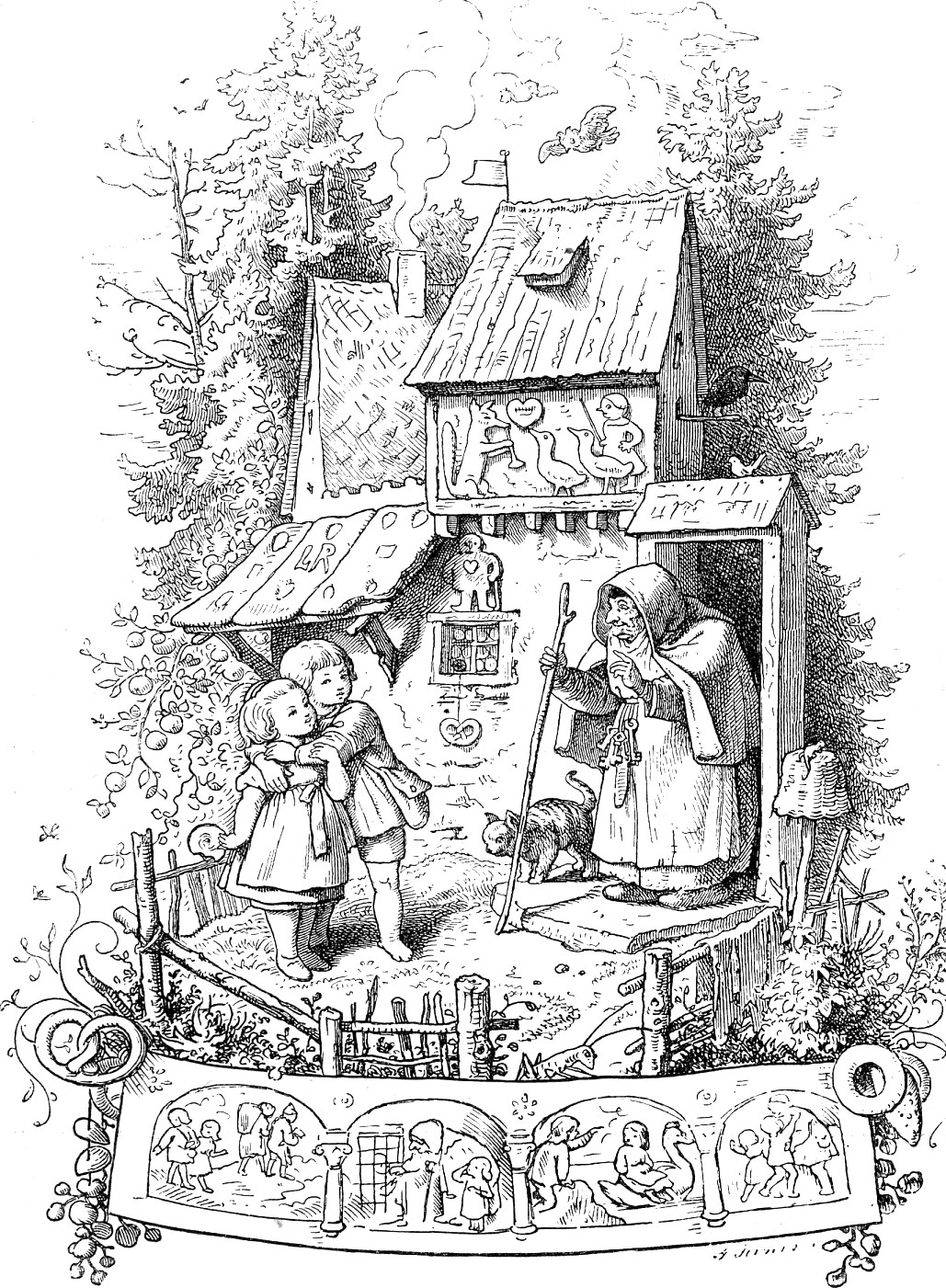
Una strega, camuffata da ospitale vecchietta accoglie Hänsel e Gretel nella sua dimora. Lo stesso accade a Grant e Pia ingannati da Doxa. Illustrazione ottocentesca di Adrian Ludwig Richter.

La prima ad arrivare in questo mondo (ispirato alla letteratura fantasy) è Pia che viene accolta come una semidea, portatrice di pace. Grazie alla venerazione di cui gode presso queste genti riesce a portare i tre leader sul tavolo della pace e ognuno di loro consegna il Sempremid in suo possesso. Si compie così la cerimonia per unire i tre manufatti nell'Ominimid e riportare una pace che sembrava perduta. L'arrivo da un'altra dimensione di Grant, porta (sfortunatamente) la sua nave-pilastro a di struggere il sacro sigillo tripartito. Per rimediare alla catastrofe si offre volontario per partire alla ricerca in terre perigliose (tipica quest del genere fantasy) in cerca del Cuore di Bue, in possesso dell'invincibile Strega Doxa. A lui si unisce anche la figlia Pia. Nel costruire questa realtà l'autore Remender si ispira alla letteratura fantasy e al folklore germanico tipico delle favole dei Fratelli Grimm. La capanna dove Grant e sua figlia vengono invitati con l'inganno da un'apparente innocente vecchietta (in realtà la strega Doxa) riprende uno dei canovacci narrativi di diversi racconti fiabeschi quali Hänsel e Gretel.
- 10. Si tratta del pianeta (non classificato) in cui si trova un particolare istituto scientifico denominato Istituto Inter Dimensionale per il Recupero Coniugale[8]. Dopo aver vagato per un anno nell'Ogniverso alla ricerca dei figli, Grant e Sara vengono portati qui da un messaggero. A riceverli trovano una dottoressa di nome Brenda che sostiene di essere la loro figlia di una dimensione alternativa dalla quale loro provengono[8]. Pare che l'intero pianeta sia dedicato al tentativo di fermare l'imminente (a loro dire) distruzione dell'Ogniverso. La costante che porta alla fatale Apocalisse (in ogni universo conosciuto) sono proprio quei coniugi Grant che hanno avuto come figli Pia e Nathan in una particolare data e li hanno poi portati in viaggio come Dimensionauti[8]. Brenda rivela che la coppia che ha di fronte è l'ultima che corrisponde a queste caratteristiche ed è dedita ad una fallimentare ricerca della loro prole attraverso una miriade di dimensioni. La verità, stando a quanto affermato dalla presunta scienziata, è che Pia e Nate sono ormai morti e non ha quindi senso proseguire la ricerca. Se questo avviene Grant vorrà portare avanti il suo piano di raggiungere il centro della "cipolla" dell'Ogniverso causando il definitivo collasso della realtà[8]. Brenda sostiene che già un'altra versione di Grant e Sara hanno cercato di perforare tutte le membrane della "cipolla", per arrivare alla "Realtà Prima", ma incontrando un universo di antimateria hanno causato un strappo del tessuto della realtà che ha prodotto il collasso di miliardi di dimensioni[8]. Questo non si può ripetere. Quello che offre l'Istituto è una terapia di coppia che porti ad una riappacificazione tra i due ex-coniugi e l'accettazione che i loro figli sono deceduti per colpa dell'esperimento di Kadir e la sua idea di portare la loro Terra nell'ignota zona conosciuta come Nessunverso[8]. La scopo reale dell'Istituto e (presumibilmente) dell'intero pianeta non sono però interamente rivelati a Grant e Sara i quali sono giustamente sospettosi. La struttura nasconde infatti un numero imprecisato di celle in cui sono rinchiuse diverse coppie (alternative) dei coniugi McKay e una delle priorità di Brenda è quello di farsi consegnare il Pilastro per poi incenerirlo arrivando quindi ad imprigionare per sempre i McKay su quello che potrebbe essere un pianeta prigione[8]. Il Pilastro più pericoloso è quello che viene individuato come Pilastro Sonda, un'evoluzione portatile dell'originale, in grado di perforare ad alta velocità tutte le membrane dell'Ogniverso per raggiungere la Realtà Prima, il mondo Uno al centro dell'Ogniverso[8].
- 11. Il pianeta nucleo della struttura a "cipolla" che costituisce l'Ogniverso. Qui vi è l'unica vera realtà (o universo) di cui tutte le altre sona variazioni/apparenze, una sorta di proiezione di quella che è l'idea originale, elemento fondante della stessa realtà[9]. Questa era un'ipotesi già avvalorata dallo stesso Grant, ma una volta giunto con Sara su questo mondo scopre che vi è dietro un'altra parte della verità, fattore che non aveva mai preso in considerazione[9]. Il presupposto è che gli abitanti di tale mondo sono una sorta di insetti alati che dispongono di una tecnologia al di là della comprensione di Grant. Con tali conoscenze gli rivelano che l'intero Ogniverso è stato creato da loro come una Simulazione che creasse infinite realtà attraverso le quali con appositi caschi neuro-cerebrali questi "esseri primi" vivano molteplici esperienze in diverse vite, forme e mondi[9]. Allo stesso Grant viene offerto uno di questi dispositivi attraverso il quale in pochi minuti vive e sperimenta un'intera vita di un Grant di una Terra alternativa[9]. Di fatto tutti gli abitanti sono in continua connessione con versioni olografiche di sé stessi e fanno esperienza tramite questi gusci (illusoriamente coscienti) che definiscono avatar[9]. L'interlocutore con cui interagisce Grant (probabilmente la prima e originale versione di sé stesso) afferma che «la vita è un gioco che (voi avatar) fate mentre non potete accettare che è un gioco. Voi non esistete...non avete libero arbitrio»[9]. Tali affermazioni possono anche però essere fuorvianti o non totalmente vere in quanto il mondo originario sta per essere distrutto proprio dall'arrivo di Grant e Sara che, perforando vari strati della cipolla, hanno intaccato l'entropia del sistema e portato un flusso di caos e antimateria che porterà alla distruzione del mondo nucleo e dell'intero Ogniverso[9]. Quelli che sembrano angeli onnipotenti e creatori della realtà sembrano incapaci e totalmente impreparati all'arrivo dell'Apocalisse. Si avanza l'ipotesi che Grant McKay sia un virus creato appositamente (non si sa da chi) per arrivare a costruire il Pilastro (tramite messaggi subliminali), replicato in diversi mondi con il fine di porre fine questo universo olografico e simulato[9]. Non si può neppure scartare l'ipotesi che questi angeli, demiurgi del multiverso non siano altro che dei parassiti come molte altre forme di vita (compresa quella terrestre) esistenti nell'Ogniverso[9]. Come non hanno potuto facilmente controllare una variabile come Grant all'interno di una simulazione da loro stessi creata e monitorata in ogni singolo aspetto?

## Realizzazione
Remender ha da sempre voluto riportare nei comic book statunitensi un nuovo interesse per la fantascienza sfruttando in pieno le potenzialità espressive di un media come il fumetto. La narrativa dei comic non è infatti imbrigliata da restrizioni di budget (presenti nelle serie tv e film) e permette un world building visivamente ancora più vivido di quello della letteratura classica,

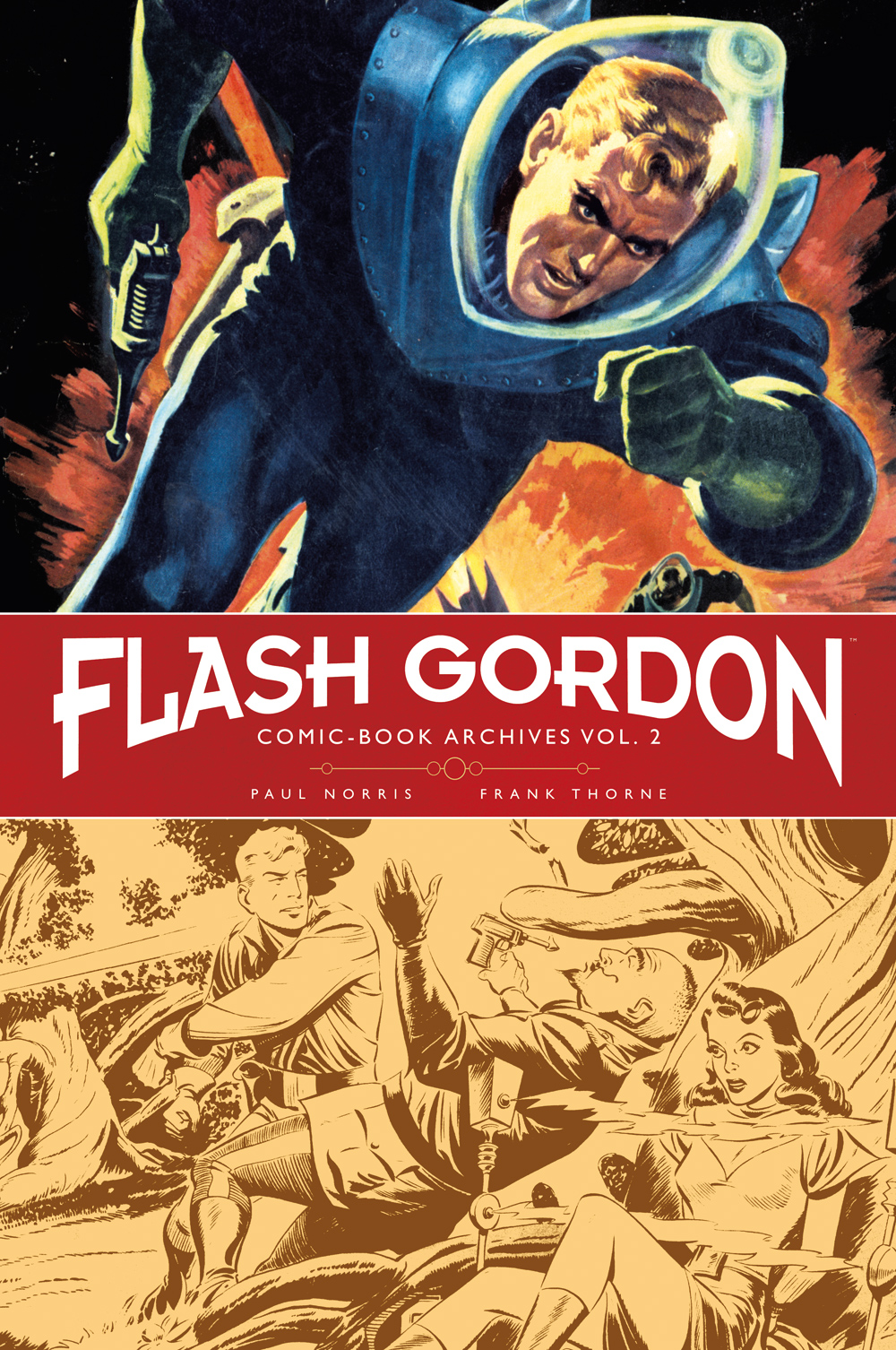
Le classiche avventure di Flash Gordon, creato da Alex Raymond. La tuta con elmetto indossata nell'illustrazione (1968-1969) ricorda quelle dei Dimensionauti di Rick Remender. Edizione italiana Editoriale Cosmo (2018).

 ma questo dipende anche dall'accurata scelta di grandi artisti, ispirati da una nuova estetica per l'epica delle space opera. Ovviamente ammette che anche il genere super eroistico, il mainstream del mercato americano, è di per sé basato sulla science fiction, ma l'autore vuole rinnovare sia gli eroi pulp degli anni venti e trenta sia la fantascienza classica, cercando quindi di prendere spunto sia da franchise quali Star Trek sia da personaggi quali Buck Rogers e Flash Gordon (nati sulle comic strip dei quotidiani). Il suo obiettivo è quello di riproporre il "sense of wonder" di queste opere all'interno di paesaggi e situazioni che possano appassionare i lettori degli anni duemila. Il primo tentativo avviene con la saga Fear Agent inizialmente pubblicata dalla Dark Horse Comics nel 2005, raccolta ora in volumi brossurati dalla Image. Il protagonista Heathrow Huston ha un costume e vive avventure che ricorda i pulp space heroes, ma allo stesso tempo presenta peculiarità che lo rendono alquanto diverso, facendo di fatto una loro versione post-moderna e revisionista. Non è un eroe spaziale senza macchia e paura, ma al pari di Grant McKay, agisce spesso per tornaconto personale, Remender lo definisce come una via di mezzo tra John McClane (protagonista di Die Hard), Jack Burton (protagonista di Grosso guaio a Chinatown) e l'attore Bruce Campbell. Il personaggio così come le sue bizzarre avventure sono la pietra angolare su cui si basa la poetica sci-fi di Remender e che negli anni successivi si può riscontrare in Black Science, Low, Tokyo Ghost e Seven to Eternity. Ogni opera presenterà caratteristiche diverse, ma le radici della cosmogonia creata dall'autore nelle sue opere fantascientifiche trova il suo terreno in Fear Agent. Black Science è quindi il fumetto che ne rappresenta la naturale evoluzione. Il protagonista Grant McKay sembra, come lo stesso Huston, un eroe per caso, preso a combattere più che altro i suoi demoni interiori che non da una reale necessità di salvare l'universo (o l'Eververse), che tra l'altro lui stesso ha contribuito a mettere in pericolo. I mondi che attraversa grazie alla tecnologia del Pilastro, generata dalla Scienza Nera, possono ricordare gli "strani nuovi mondi" del tele-cinematografico Star Trek, ma rappresentano però realtà alquanto più alienanti e distanti da ogni aspettativa. Niente sembra procedere come pianificato, ogni creatura aliena risulta disturbante e potenzialmente aggressiva, la decadenza visiva prospera anche sui pianeti tecnologicamente più avanzati, ogni realtà sembra rappresentare il fallimento del progresso umano. Il team di Dimensionauti non vuole essere una nuova versione degli eroi dell'Enterprise, sempre pronti a salvare pianeti e civiltà. In questo caso il paradigma si ribalta e i protagonisti sono degli anti-eroi la cui voglia di spingersi oltre ogni orizzonte conosciuto porta dietro di se una lunga coda di caos e distruzione. La fantascienza, per l'autore, diventa quindi la narrazione ideale per raffigurare le debolezze dell'animo umano, della sua difficoltà di prendere consapevolezza e rapportarsi con gli altri (umani e non umani). Ne consegue che anche le fasi del progresso sono macchiate dall'incapacità di costruire società che non siano fallaci e inique. Inoltre Remender trasferisce nei protagonisti delle sue opere sci-fi le insicurezze e i tormenti che lui stesso affronta nella sua vita quotidiana, amplificate però dal contesto da space-opera che inquadra questo genere di saghe. Risulta infatti evidente che al di lá delle avventure attraverso realtà sconosciute e nonostante battaglie contro esseri alieni, le storie che si dipanano in Fear Agent, Black Science e Low sono fondamentalmente "character driven". La centralità della narrazione risiede quindi nel carattere dei suoi personaggi, le loro paure e le loro vittorie personali. Le odissee alle quali sono sottoposti non sono viaggi "verso nuovi mondi o civiltà", ma raffigurano un viaggio nella loro stessa coscienza, le risposte che si cercano risiedono nella consapevolezza interiore del viaggiatore e non nei territori esterni (e alieni) che si attraversano. In personaggi come Huston (di Fear Agent) e Grant McKay (di Black Science), Reminder afferma di aver trasferito l'ansia e la depressione che lo attanagliavano nel periodo in cui le ha concepite, si trattava di un periodo in cui viveva nell'incertezza di non essere all'altezza per divenire uno scrittore di fumetti creator-owned. Il progressivo superamento della sua personale depressione e l'aumento della fiducia nel poter gestire il proprio destino già emerge durante Black Science per poi sfociare apertamente nel personaggio di Stel Caine (dalla serie Low). Per ammissione dello stesso autore Stel il suo primo personaggio protagonista realmente ottimista, scevro della sua visione nichilista dell'esistenza, ed è incarnato in una donna che con la sua inguaribile speranza rappresenta un'ancora di salvezza per una terra ormai morente.

Copertina del volume "Space Bandits - Millarworld Collection", disegno di Matteo Scalera. Dopo il termine di Black Science, l'artista parmense realizza insieme a Mark Millar un'altra opera sci-fi quale Space Bandits. Edizione italiana © 2020 Panini S.p.A.

Come co-creatore e disegnatore dell'opera, Remender si affida all'artista italiana Matteo Scalera, nato a Parma nel 1982. Debutta nel mercato statunitense con la Image per la quale realizza la miniserie Hiperkinetic nel 2008. Si distingue poi per il suo operato sia alla Marvel Comics sia alla DC Comics. Per la prima lavora a personaggi iconici quali Deadpool, Secret Avengers e Hulk. Per la storica rivale si occupa principalmente di serie legate alla Batman Family. Da segnalare i disegni per la limited-series heroic fantasy dal titolo Valen the Outcast, pubblicata da Boom!Studios tra il 2011 e il 2012 (edita in Italia da Editoriale Cosmo). Remender ne apprezza il dinamismo e la capacità di creare scenari dettagliati e originali. Visto le difficoltà creative nel dover affrescare diversi mondi alternativi e creature sconosciute, Scalera è un'artista che può contribuire, con la sua immaginazione, a plasmare nuove realtà come mai se ne erano viste prima. Remender sottolinea l'importante contributo del disegnatore emiliano nel world building di una space opera quale Black Science, la cui storia si dipana attraverso un Multiverso vario e alienante. Come sostenuto dallo scrittore, ogni volta che cerca di abbozzare gli elementi fondanti di una nuova realtà, Scalera lo stupisce arrivando a creare scenari visionari ma dettagliati, che vanno oltre le aspettative e le istruzioni iniziali dello stesso Remender. Le tavole del disegnatore italiano impressionano anche il pluripremiato scrittore James Robinson (celebre per il suo run su Starman) nel cui tratto riconosce l'influenza di artisti quali Alberto Breccia e Sergio Toppi. Ne sottolinea l'abilità nell'utilizzo del «nero così netto ma ben disposto» al quale si affianca un'incredibile fantasia creativa che esplode dalle tavole creando suggestioni e stupore. Le capacità di Scalera nel creare affreschi fantascientifici impressiona anche lo scrittore scozzese Mark Millar, fondatore dell'imprint Millarworld (linea editoriale a fumetti di Netflix) il quale lo vuole come disegnatore/co-creatore per una nuova epopea sci-fi. Dalla collaborazione tra i due nasce la successiva opera di genere di Scalera, dal titolo Space Bandits, pubblicata da Image Comics (per Netflix) nel 2019.

## Tematiche

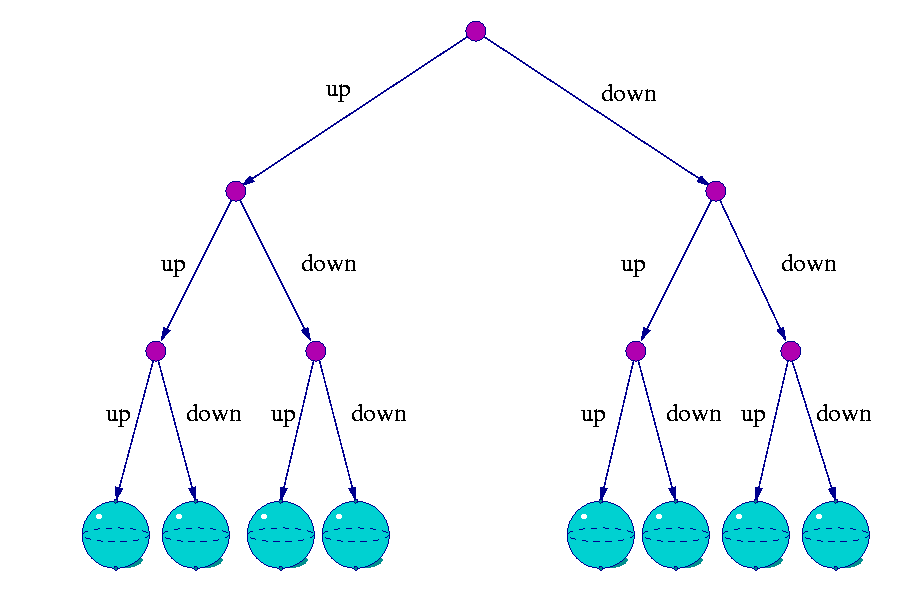
Rappresentazione della creazione dei "Molti Mondi" postulata da Everett III. Nel grafico si evidenziano le possibili "realtà" che si possono generare nel momento in cui si cerca di misurare lo spin di un elettrone, alterandone lo stato inerte. La variazione dipende dal punto di osservazione del misuratore (ovvero la sua coscienza e lo strumento di misura). "Up" è la visuale dall'alto e "Down" dal basso, lo spin osservato cambia a seconda della prospettiva generando una ramificazione (relativa) dello stato della materia, tenendo conto che si tratta di una grandezza quantica e non di una reale rotazione. Processione che poi diviene inevitabile creando un'infinità di mondi.

- Multiverso: la Scienza Nera postula l'esistenza di universi oltre al nostro a cui ci si può anche riferire come dimensioni parallele[11]. L'insieme di tali dimensioni vanno a comporre l'Ogniverso la cui struttura è formata da strati sovrapposti che prendono la forma di quella che l'autore paragona ad una "cipolla". Bisogna sottolineare che una parte della comunità dei fisici la colloca nella scienza di confine o la considera una teoria che si addentra maggiormente nel campo filosofico che non in quello della scienza sperimentale. Nella saga sci-fi di Black Science l'esistenza di un Multiverso è alla base della storia narrata da Remender e Scalera. Il punto teorico di riferimento è quello dell'Interpretazione a molti mondi, una delle teorie derivata dalla meccanica quantistica[11]. In questo tipo di interpretazione ogni scelta e/o evento compiuti da un individuo cosciente, porta da una diramazione della realtà, quella generata dalla strada intrapresa e quella dove si è andati nella direzione opposta[8]. Ogni strato della cipolla è formato da una moltitudine di realtà ognuna causata da ogni essere vivente in ogni mondo esistente[8]. Ne consegue che il numero di universi è in continuo divenire e il calcolo di quanti siano è impossibile, alla base vi è però un assioma che prevede l'esistenza di una realtà prima (al centro della "cipolla") nella quale la coscienza originale ha compiuto una scelta creando le due prime realtà divergenti[8]. Tale presupposto (da taluni considerato pseudo-scientifico) nasce da una caratteristica della meccanica quantistica il quale constata che impossibile osservare e misurare un fenomeno fisico senza perturbarlo/alterarlo[11][16]. La fisica moderna, studiando approfonditamente la materia a livello subatomico, ne ha rilevato infatti la "natura ondulatoria" (oltre che a particelle), che ha preso il posto di quella con una struttura unicamente "a particelle" della fisica newtoniana. La realtà può essere quindi considerata come una funzione d'onda di diversi stati possibili delle particelle che nel momento in cui viene misurata/osservata subisce un collasso assumendo le dimensioni che si mostrano all'occhio dell'osservatore[16]. Tale considerazione ha dato vita a parecchie teorie speculative sull'origine e struttura del nostro Universo e/o Multiverso. Remender nel sul suo fumetto Black Science, riprende la teoria The Many Worlds Interpretation di Hugh Everett III[16]. Questa postula che ogni volta che si misura la materia non vi è un collasso delle possibilità in un singolo fenomeno/evento, ma si creano tanti universi quanti sono i possibili risultati della operazione di misura[16]. La misurazione rappresenta però un atto di volontà cosciente di un osservatore che interagisce con l'Universo circostante, ne consegue che ogni scelta fatta porta ad un'alterazione del mondo fenomenico, generando un universo in cui si è compiuto una scelta opposta[16]. Questo principio (comunque non verificabile, per ora) ha ispirato diversi Multiversi della fantascienza tra cui quello della saga Black Science[8].
- Platone e Neoplatonismo: la Scienza Nera trova una suo fondamento filosofico nel pensiero e miti di Platone, il quale funge anche da faro per la Lega anarchica degli scienziati[7]. Ovviamente si tratta di un'interpretazione moderna alla luce delle teorie della fisica quantistica[7][8]. Grant sostiene che la struttura a "cipolla" dell'Ogniverso trovi le sue radici nella Teoria delle idee e il suo successivo sviluppo nel neoplatonismo[7]. I miliardi di universi possibili che costituiscono il multiverso sono solo "apparenza" di una realtà originaria, rappresentata dalla Idea di universo, la "realtà nucleo perfetta" punto d'origine e centro dell'Ogniverso[7][17]. Da questa derivano realtà simili, ma imperfette in quanto presentano "mancanze specifiche"[7]. Paltone aveva fatto l'esempio del cavallo che noi osserviamo in un prato, lo riconosciamo come tale in quanto esiste un'idea di cavallo che lo rappresenta idealmente nella nostra coscienza, quest'idea è reale mentre il cavallo osservato è solo un'apparenza (o proiezione) e in quanto tale mostra difetti o imperfezioni rispetto al modello ideale[17]. Secondo la Scienza Nera «i nostri mondi sono copie astratte (quindi imperfette)»[7]. Si arriva inoltre a postulare la teoria che tutto ciò che vediamo e sperimentiamo diviene una personificazione (non reale, ma apparente) del mondo delle Idee, unica "matrice reale" in quanto immutata e immutabile[7][17].

Simbolo dell'Uno neoplatonico, la realtà perfetta o ideale che emana e contiene tutte le altre. Rappresenta il nucleo e la struttura stessa di quella che la Scienza Nera definisce "cipolla" quale rappresentazione dell'Ogniverso.

La Scienza Nera è però anche debitrice del pensiero di Plotino (e del neoplatonismo), che due secoli dopo Platone, identifica nel principio dell'Uno l'origine trascendente dell'intero cosmo. Questo si genera (come nel caso dell'Ogniverso) attraverso un divenire dell'Idea Prima definito Processione un genesi dell'universo tramite i quali si manifestano i vari livelli della realtà, che nella Scienza Nera si manifestano come le membrane della "cipolla". Plotino però avverte che tali emanazioni sono come un organismo e sono interdipendenti in quanto parti (o proiezioni) dell'Uno, la prima realtà o ipostasi. La complessità delle energie e dei principi che danno struttura all'Ogniverso sono quindi incontrollabili da parte della mente umana in quanto legate a qualcosa di più profondo quale l'anima, vera sede immutabile e imprescindibile dell'unica realtà generatrice. Grant McKay con la creazione del Pilastro e la sua volontà di indagare l'Ogniverso ha dato quindi origine ad un incontrollabile domino di eventi che sono andati a turbare la struttura dell'Ogniverso oltre ogni conseguenza prevedibile. Da qui si comprende perché lo studio della Scienza Nera viene bandito come "sapere proibito", divieto non accettato dalla Lega degli scienziati anarchici.
- Ipotesi della simulazione: Gli abitanti del mondo al centro della "cipolla" che costituisce l'Ogniverso rivelano a Grant che ogni realtà che forma le infinite membrane di questo multiverso non sono altro che una simulazione[9]. Tutte le realtà sono state create da loro, unici esseri reali (e non apparenze/avatar) grazie ad una tecnologia al di là della comprensione di Grant, che per altro non possiede nessun libero arbitrio e non esiste se non come involucro tramite il quale tali creature fanno esperienze in infiniti mondi e forme[9]. Questo avviene tramite dei caschi che permettono di vivere in pochi minuti intere vite di versioni alternative di sé stessi senza di fatto prendere parte all'esperienza, composta di nascita-crescita-morte[9]. Il tutto viene percepito come una proiezione, anche se gli esseri creati all'interno di questo universo olografico credono di fatto di avere una loro individualità e coscienza. Almeno questa è la versione che viene spacciata come verità assoluta da queste entità angeliche, padroni e creatori dell'intera realtà. Tale teoria è stata diffusa e resa nota dal filosofo Nick Bostrom e ha attirato particolare interesse a partire dagli anni novanta[10]. Bostrom, sostenitore del Transumanesimo, sostiene che non si può scartare a priori l'ipotesi che esseri tecnologicamente avanzati abbiano già sviluppato tecnologie che possono riprodurre un universo simulato all'interno del quale vi siano esseri quali i terrestri che illusoriamente credono di avere libero arbitrio ed essere frutto di un processo evolutivo più o meno dimostrabile[10]. Quella che sembrava un'ipotesi fantascientifica ha cominciato a destare preoccupazione e sostegno con la recente evoluzione delle capacità di calcolo e di creare fenomeni simulati altamente complessi da parte dei computer più avanzati[10]. Tra le varie compagnie del settore, la IBM ha fatto investimenti notevoli nel Human Brain Project, con lo scopo di creare entro il 2023 una superintelligenza artificiale in grado di replicare il cervello umano[10]. Si tratta di un primo passo verso una tecnologia che potrebbe portare a macchine capaci di sviluppare simulazioni della realtà prima inconcepibili[10]. Di fronte a questi sviluppi hanno espresso la loro preoccupazione personalità quali Stephen Hawking, Bill Gates e Elon Musk[10]. Quest'ultimo ha per altro dichiarato di essere convinto che l'intera umanità è già parte di una simulazione[10].
- Nichilismo e Determinismo: Grant McKay e la Lega degli scienziati anarchici si propone si fa portavoce di un Nichilismo attivo, ovvero di un rifiuto dei valori (etico-scientifici) tradizionali per portare l'umanità verso un nuovo livello di consapevolezza (così come sostenuto da Friedrich Nietzsche)[19]. La costruzione del Pilastro riassume tale obiettivo, il diritto di violare l'ordine cosmologico per raggiungere fini superiori, in questo caso viaggiare in altre dimensioni, depredarne conoscenza e tecnologie sconosciute per migliorare la vita sulla Terra[2]. Ciò che McKay non poteva prevedere è di trovarsi di fronte ad una realtà che, anche se composta da infiniti universi, presenta al suo interno degli schemi (o pattern) già stabiliti[8]. Tutti i McKay che esistono nelle varie dimensioni compiono i suoi stessi errori, replicano le sue ricerche, hanno i suoi disturbi della personalità e infine, attraverso la Scienza Nera, portano alla fine dell'Ogniverso[9]. Apparentemente pare abbiano ragione i sostenitori del meccanicismo e dell'aspetto duale della realtà così come descritto da pensatori quali Thomas Hobbes che già nel diciassettesimo secolo sembra preannunciare la nascita del nichilismo passivo sostenendo che «la vita è solitaria, brutta, bestiale e breve»[20]. Durante i suoi viaggi come Dimensionauta Grant ha più volte rimuginato su pensieri di questo tipo arrivando a cadere nella trappola di una deriva nichilista dove la volontà cede di fronte all'assurdità del reale[4][9]. Tali teorie trovano la loro esaltazione e mistificazione nel Culto dell'Anti-Dio, incontrato dai Dimensionauti nella quinta realtà alternativa da loro visitata[12]. Questa pericolosa setta formata da millepiedi antropomorfi (i Draln) hanno come leader colui che si è denominato Eucalipto del Mondo. Sono a conoscenza della Scienza Nera e dell'esistenza di infiniti universi[12]. Il loro scopo è in linea con la loro dottrina, ovvero la liberazione di ogni essere vivente dal fardello di una vita che non può aver senso[12]. Il loro dogma principale afferma :«Come può essere importante qualcosa quando succede ogni possibile cosa?». Si tratta di una conseguenza della dottrina determinista all'interno di un multiverso nel quale ogni individuo vive in più realtà, ma compiendo anche scelte differenti non modifica in maniera significativa gli eventi della sua vita (che si riflette in infinite realtà differenti)[12]. Questa rappresenta la sfida più dura per Grant McKay, come è possibile ritrovare armonia e redenzione nella propria vita quando ogni sua azione (e quella di altre sue versioni alternative) lo portano comunque più vicino ad essere la causa dell'Apocalisse dell'Ogniverso[9].

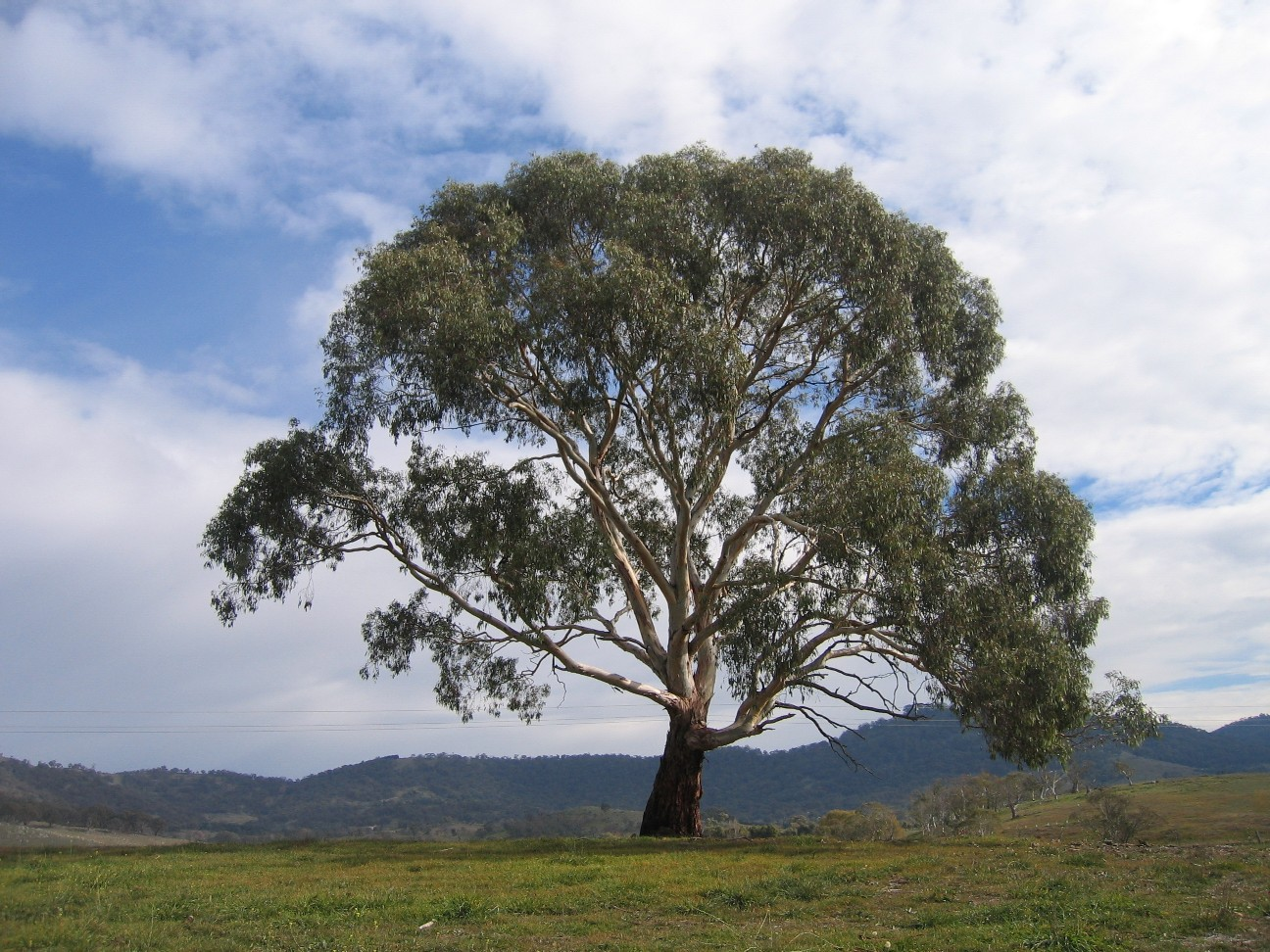
Immagine di una delle oltre 700 specie di Eucalipto (Eucalyptus Rubida), pianta simbolo del divenire e della natura stessa dell'Ogniverso. Usata come simbolo sia di distruzione (nichilismo) sia di rinascita (metamorfosi) in numerose dimensioni attraversate dai Dimensionauiti.

- L'Eucalipto come superamento del determinismo: durante i viaggi dei Dimensionauti l'Eucalipto appare più volte, sia (distorto) come emblema dell'anti-vita del Culto della Morte sia come figura tecno-mistica nella Chiesa dell'Eucalipto, fulcro del sapere nell'universo originario al centro dell'Ogniverso[9]. Per Grant il significato più profondo o comunque l'interpretazione che gli può gli può essere funzionale per uscire da un destino (ormai immutabile e catastrofico) gli viene data da un dialogo con suo padre[9]. Gli viene insegnato che l'Eucalipto è il simbolo del continuo e inarrestabile divenire dell'Universo, produce rami sin dalla base del tronco e questi si muovono in ogni direzione possibile. Quando la corteccia appassisce subisce una muta generandone immediatamente una nuova[9]. Nonostante sembri un albero solitario, le sue radici si collegano ad altre piante che di fatto pur essendo una moltitudine sono un'unica entità, rappresentazione di una coscienza interconnessa[9]. Tale pensiero riflette il concetto che l'universo (e di riflesso l'esistenza) è un continuo fluire come sostenuto da Eraclito nell'Antica Grecia (secondo il quale "tutto scorre", esplicitato nell'aforisma Panta rhei) o dal mistico yaqui Don Juan che vede l'uomo come «un essere leggero e fluido», libero dalle gabbie del meccanicismo newtoniano o il dualismo cartesiano[21]. Questo pensiero è anche alla base della filosofia indiana dove la parola Brahman (tra i vari significati/interpretazioni) indica libertà di crescita e mutazione (come quella dell'Eucalipto), ed è implicito che la coscienza umana possa procedere verso un divenire che non è già stabilito, ma può essere plasmato[21]. Tali concetti superano le leggi della fisica classica che prevedeva una realtà statica e meccanicistica con una netta separazione tra l'individuo e il mondo fenomenico. Queste teorie sono però sostenute dagli studi della fisica moderna dove la natura della materia non è rigida e statica, ma si configura come onde di probabilità che rappresentano non possibili stati della materia, ma probabilità di interconnessioni[22]. Colui che ne stabilisce la manifestazione a livello macroscopico (quella identificato con l'universo) è l'osservatore, ovvero l'Uomo. Cardine dell'Universo è attraverso la sua coscienza e la consapevolezza che questa è in grado di esprimere, che l'essere umano partecipa e perturba i fenomeni fisici non più considerati come entità separate ed esterne alla sua coscienza[22]. Grant McKay intuisce che nonostante l'evidenza e l'esperienza vissuta nei suoi viaggi, è sbagliato pensare che non si possa cambiare destinazione/condizione della propria vita, bisogna prendere consapevolezza della propria capacità di influenzare l'esito dell'esistenza e agire manifestando la propria volontà[9]. Tale gesto, anche di fronte al caos e al nichilismo dell'universo, è l'emblema della "volontà di potenza" dell'essere umano, il cui spirito racchiude la forza per porsi al di sopra dell'assurdità della realtà e creare nuovi valori e nuove vie da percorrere per la sua esistenza[19]. Questo è ciò che decide fermamente di applicare Grant alla sua infinita Odissea nell'Ogniverso[9].

## Pubblicazione italiana
In Italia, la serie è stata pubblicata da BAO Publishing in 9 volumi corrispondenti alla Collected Editions americana.
| Volume | Titolo                            | Titolo originale                                         | Contenuto            | Data di pubblicazione |
| ------ | --------------------------------- | -------------------------------------------------------- | -------------------- | --------------------- |
| 1      | Caduta eterna                     | Black Science Vol. 1: How to Fall Forever                | Black Science #1-6   | aprile 2015           |
| 2      | Benvenuto, nessundove             | Black Science Vol. 2: Welcome, Nowhere                   | Black Science #7-11  | novembre 2015         |
| 3      | Orizzonte di fuga                 | Black Science Vol. 3: Vanishing Pattern                  | Black Science #12-16 | maggio 2016           |
| 4      | Mondo nume                        | Black Science Vol. 4: Godworld                           | Black Science #17-21 | ottobre 2016          |
| 5      | Sincera espiazione                | Black Science Vol. 5: True Atonement                     | Black Science #22-25 | giugno 2017           |
| 6      | Regni proibiti e verità nascoste  | Black Science Vol. 6: Forbidden Realms and Hidden Truths | Black Science #26-30 | dicembre 2017         |
| 7      | L'estinzione è la regola          | Black Science Vol. 7: Extinction is the Rule             | Black Science #31-34 | giugno 2018           |
| 8      | Più tardi del previsto            | Black Science Vol. 8: Later Than You Think               | Black Science #35-38 | novembre 2018         |
| 9      | Nessuna autorità oltre la propria | Black Science Vol. 9: No Authority But Yourself          | Black Science #39-43 | ottobre 2019          |

## Edizione Rimasterizzata Deluxe
Per il maggio del 2020 viene annunciata sia sul sito Image sia sul catalogo Previews (che fissa la data al 29 aprile), l'uscita di una nuova edizione rimasterizzata dell'opera, raccolta in prestigiosi volumi cartonati presentati come Black Science Premiere - Remastered Edition, una prima edizione era stata distribuita tra il 2017 e il 2018. Questa edizione viene curata e supervisionata dall'imprint Giant Generation, fondato da Rick Remender nel 2016. I volumi, oltre a presentare una grafica migliorata e tavole "oversized" (maggiorate rispetto ad un comic book standard), raccolgono sketches originali, concept art, e materiale di realizzazione mai pubblicato prima. Per l'occasione Matteo Scalera realizza nuove copertine per queste edizioni Deluxe celebrate come la versione definitiva di Black Science e «un essenziale Compendium dei Dimensionauti per l'Ogniverso». Di seguito l'elenco del "New Printing" della Deluxe Remastered Edition di Giant Generator:
- Black Science Premiere, Vol.1: The Beginner's Guide to Entropy HC Remastered Edition, Rick Remender (writer), Matteo Scalera e Moreno Dinisio (artists), Matteo Scalera (cover art), 472 pages (numero pagine), Full Color (a colori), M (per lettori adulti), $49.99 (quarantanove dollari/99), Back in Print (seconda edizione), Image Comics/Giant Generator, 29 aprile 2020 (data di distribuzione). Raccoglie gli albi Black Science nn.1-16. Trim Size: 8" X 12"[23]. ISBN 9781534307407.
- Black Science Premiere, Vol.2: Trascendentalism HC Remastered Edition, Rick Remender (writer), Matteo Scalera e Moreno Dinisio (artists), Matteo Scalera (cover art), 400 pages (numero pagine), Full Color (a colori), M (per lettori adulti), $49.99 (quarantanove dollari/99), Back in Print (seconda edizione), Image Comics/Giant Generator, 29 aprile 2020 (data di distribuzione). Raccoglie gli albi Black Science nn.17-30. Trim Size: 8" X 12"[23].
- Black Science Premiere, Vol.3: A Brief Moment of Clarity HC Remastered Edition, Rick Remender (writer), Matteo Scalera e Moreno Dionisio (artists), Matteo Scalera (cover art), Full Color (a colori), M (per lettori adulti), $49.99 (quarantanove dollari/99), Image Comics/Giant Generator, 27 maggio 2020 (data di distribuzione). Raccoglie gli albi Black Science nn.31-43. Trim Size: 8" X 12". ISBN 9781534315822